# Zweite Reise der HMS Beagle

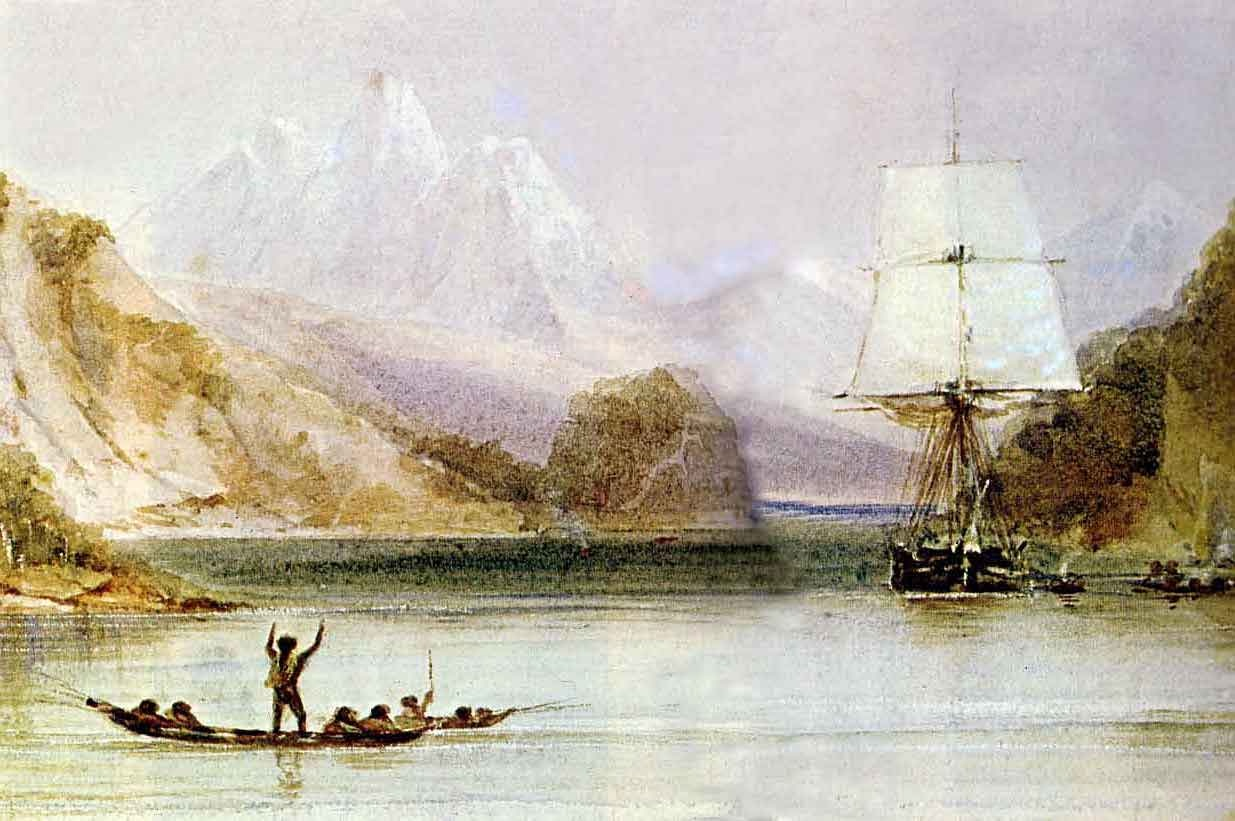
Die HMS Beagle beim Ankern in Feuerland im Jahr 1832; Gemälde des Schiffszeichners Conrad Martens

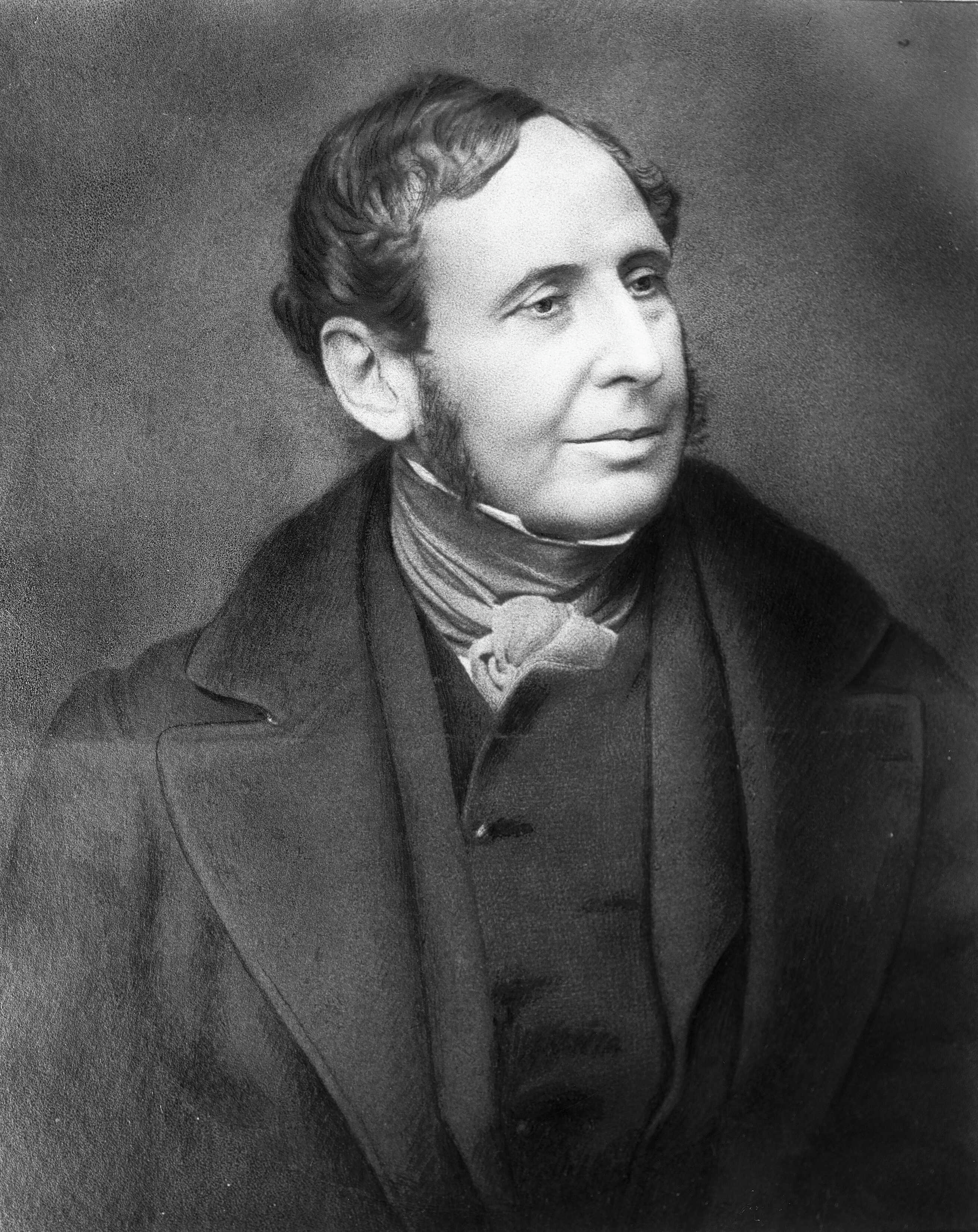
Robert FitzRoy, Kapitän der HMS Beagle, als Gouverneur von Neuseeland (1843–1845)

Die zweite Reise der HMS Beagle vom 27. Dezember 1831 bis zum 2. Oktober 1836 war die zweite Vermessungsexpedition der Beagle unter Kapitän Robert FitzRoy, an der Charles Darwin teilnahm.
Die Beagle überquerte von England kommend den Atlantik, führte detaillierte hydrographische Vermessungen an den Küsten des südlichen Südamerikas durch und kehrte über Tahiti und Australien nach einer Erdumrundung nach England zurück. Ursprünglich sollte die Reise zwei Jahre dauern, letztendlich dauerte sie aber fast fünf Jahre. Darwin verbrachte die meiste Zeit dieser Reise mit Erkundungen an Land. So blieb er drei Jahre und drei Monate an Land sowie 18 Monate auf See. Schon früh auf der Reise beschloss Darwin, dass er ein Geologiebuch schreiben könnte, und er zeigte eine Begabung zum Theoretisieren. In Punta Alta in Argentinien machte er einen bedeutenden Fund von gigantischen Fossilien ausgestorbener Säugetiere, die damals nur von sehr wenigen Exemplaren bekannt waren. Er sammelte und machte detaillierte Beobachtungen von Pflanzen und Tieren. Seine Funde untergruben seinen Glauben an die Doktrin, dass Arten unveränderlich sind, und lieferten zurück in England die Grundlage für seine Ideen zur Evolution durch natürliche Selektion.

## Ziele der Expedition

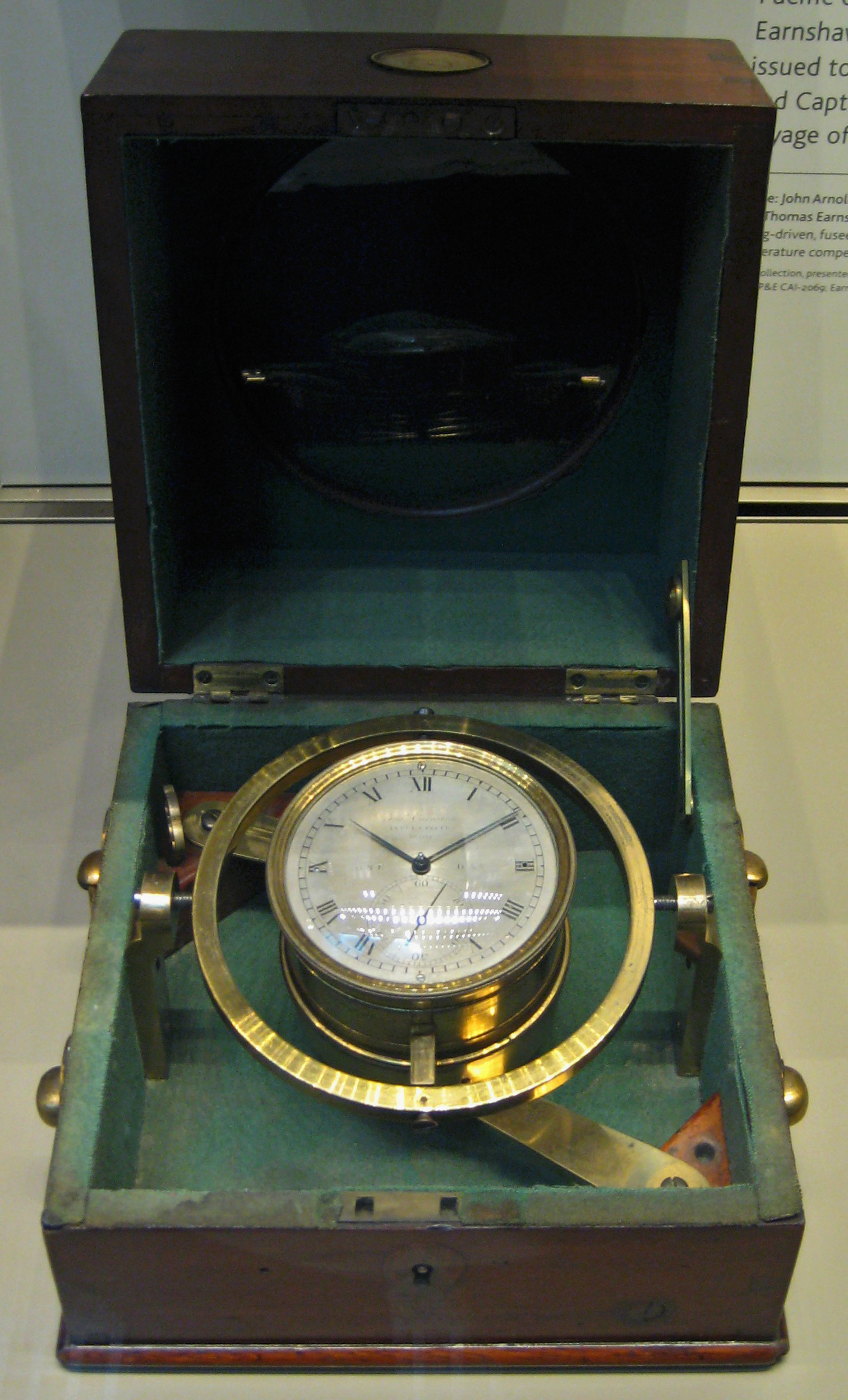
Schiffschronometer der HMS Beagle, hergestellt von Thomas Earnshaw, Britisches Museum, London

Als die Napoleonischen Kriege 1815 endeten, sah die Pax Britannica die Seefahrernationen in der Kolonisierung und der rasanten Industrialisierung wetteifern. Die Versorgungslogistik und der wachsende Handel benötigten verlässliche Informationen über die Seewege, doch die vorhandenen Seekarten waren unvollständig und ungenau. Die Südamerikanischen Unabhängigkeitskriege beendeten das spanische Handelsmonopol, und der Handelsvertrag mit Argentinien von 1825 erkannte die Unabhängigkeit des Landes an, was die maritime und kommerzielle Bedeutung der Ostküste Südamerikas erhöhte. Die Britische Admiralität beauftragte Commander King mit einer genauen hydrographischen Vermessung der „südlichen Küsten der Halbinsel von Südamerika, vom südlichen Eingang des Río Plata, bis nach Chilóe; und von Feuerland“. Darwin schrieb über seine Reise: „Der Zweck der Expedition war, die unter Kapitän King 1826 bis 1830 begonnene Vermessung Patagoniens und Feuerlands zu vollenden, die Küsten Chiles, Perus und einiger Inseln im Pazifik zu vermessen und eine Kette chronometrischer Messungen um die Welt zu führen.“ Die Expeditionen hatten auch diplomatische Ziele und besuchten umstrittene Gebiete. Der Zweck der Expedition war die Durchführung von hydrographischen Vermessungen der Küsten des südlichen Südamerikas. Diese sollten frühere Vermessungen erweitern und korrigieren und Seekarten mit Informationen zur Meerestiefe erstellen, die dem Handel und der Marine helfen sollten.
Ein Memorandum der Admiralität enthielt die detaillierten Anweisungen. Die erste Anforderung bestand darin, Unstimmigkeiten in den früheren Vermessungen über den Längengrad von Rio de Janeiro zu beseitigen, der als Basispunkt für Meridianentfernungen unerlässlich war. Die genauen Marinechronometer, die zur Bestimmung des Längengrades benötigt wurden, waren erst seit 1800 erschwinglich geworden; die Beagle führte 22 Chronometer mit, um Korrekturen zu ermöglichen. Das Schiff sollte an bestimmten Punkten anhalten, um die Chronometer vier Tage lang zu bewerten und durch astronomische Beobachtungen zu überprüfen: Es war unerlässlich, Beobachtungen in Porto Praya und Fernando de Noronha zu machen, um sie mit den früheren Vermessungen von William Fitzwilliam Owen und Henry Foster zu kalibrieren. Es war wichtig, die Ausdehnung der Riffe des Abrolhos-Archipels zu vermessen, die in der Vermessung von Albin Roussin falsch dargestellt waren, und dann nach Rio de Janeiro zu fahren, um den genauen Längengrad der Insel Villegagnon zu bestimmen.
Die eigentliche Vermessungsarbeit sollte dann südlich des Río de la Plata beginnen, mit Rückfahrten nach Montevideo zur Versorgung; dabei wurden die Prioritäten festgelegt, darunter die Vermessung Feuerlands und die Zufahrten zu den Häfen auf den Falklandinseln. Die Westküste sollte dann so weit nördlich vermessen werden, wie es die Zeit und die Mittel erlaubten. Der Kommandant würde dann seine eigene Route nach Westen festlegen: Wenn es die Jahreszeit erlaubt, könnte er die Galápagos-Inseln vermessen. Dann sollte die Beagle nach Point Venus, Tahiti, und weiter nach Port Jackson, Australien, weiterfahren, was bekannte Punkte waren, um die Chronometer zu überprüfen.
Es sollte keine Zeit mit aufwendigen Zeichnungen verschwendet werden; Karten und Pläne sollten Notizen und einfache Ansichten des Landes vom Meer aus gesehen mit gemessenen Höhen von Hügeln enthalten. Kontinuierliche Aufzeichnungen von Gezeiten und meteorologischen Bedingungen waren ebenfalls erforderlich. Ein zusätzlicher Vorschlag war die geologische Untersuchung eines kreisförmigen Korallenatolls im Pazifischen Ozean einschließlich seines Profils und der Gezeitenströme, um die Entstehung solcher Korallenriffe zu untersuchen.

## Kontext und Vorbereitungen
An der vorherigen Vermessungsexpedition nach Südamerika waren die Adventure und die Beagle unter dem Gesamtkommando des australischen Kommandanten Phillip Parker King beteiligt. Während der Vermessung beging der Kapitän der Beagle, Pringle Stokes, Selbstmord und das Kommando über das Schiff wurde dem jungen Aristokraten Robert FitzRoy übertragen, einem Neffen von George FitzRoy, 4. Duke of Grafton. Als das Schiff von den Eingeborenen in Feuerland gekapert wurde, nahm FitzRoy vier von ihnen als Geiseln. Einer starb an den Pocken, und die anderen drei wurden nach England zurückgebracht, um eine christliche Erziehung zu erhalten, mit der Idee, dass sie schließlich Missionare werden könnten. Nach der Rückkehr der Beagle in die Devonport-Werft am 14. Oktober 1830 setzte sich Kapitän King zur Ruhe.
Der 27-jährige FitzRoy hatte die Hoffnung, eine zweite Expedition zu kommandieren, um die Vermessung Südamerikas fortzusetzen, aber als er hörte, dass die Lords der Admiralität dies nicht mehr unterstützten, machte er sich Sorgen, wie er die Feuerländer zurückbringen sollte. Er traf eine Vereinbarung mit dem Besitzer eines kleinen Handelsschiffes, um sich und fünf andere zurück nach Südamerika zu bringen, aber ein freundlicher Onkel hörte davon und kontaktierte die Admiralität. Bald darauf erfuhr FitzRoy, dass er zum Kommandanten der HMS Chanticleer ernannt werden sollte, um nach Feuerland zu fahren, aber aufgrund ihres schlechten Zustands wurde sie durch die Beagle ersetzt. Am 27. Juni 1831 wurde FitzRoy zum Kommandanten der Reise ernannt, und die Leutnants John Clements Wickham und Bartholomew James Sulivan wurden ebenfalls ernannt.
Kapitän Francis Beaufort, der Hydrograf der Admiralität, wurde gebeten, über den Nutzen der Reise für die Fortsetzung der Vermessung zu entscheiden, und er besprach mit FitzRoy Pläne für eine mehrjährige Reise, einschließlich einer Fortsetzung der Weltumrundung zur Ermittlung der mittleren Entfernungen. Die Beagle wurde am 4. Juli 1831 unter dem Kommando von Kapitän FitzRoy in Dienst gestellt, der prompt keine Kosten scheute, um die Beagle umfangreich umzurüsten. Die Beagle wurde sofort ins Dock gebracht, um umfangreiche Umbauten und Umrüstungen vorzunehmen. Da sie ein neues Deck benötigte, ließ FitzRoy das Oberdeck um 200 mm (8 Zoll) nach achtern und 300 mm (12 Zoll) nach vorn anheben. Die Brigg-Sloops der Cherokee-Klasse hatten den Ruf, „Sargbriggs“ zu sein, die sich schlecht handhaben ließen und zum Sinken neigten. Durch die schnellere Entwässerung der Decks und die geringere Ansammlung von Wasser in den Dollbords ermöglichte das erhöhte Deck eine bessere Handhabung der Beagle und machte sie weniger anfällig für Kopflastigkeit und Kentern. Die zusätzliche Ummantelung des Rumpfes erhöhte die Tragfähigkeit um etwa sieben Tonnen und die Verdrängung um vielleicht fünfzehn Tonnen.
Das Schiff war eines der ersten, das den von William Snow Harris erfundenen Blitzableiter testete. FitzRoy erhielt fünf Exemplare des Sympiesometers, eine Art quecksilberfreies Barometer, das von Alexander Adie patentiert und von FitzRoy bevorzugt wurde, da es die von der Admiralität geforderten genauen Messwerte lieferte.
Zusätzlich zu den Offizieren und der Besatzung beförderte die Beagle mehrere überzählige Personen, Passagiere ohne offizielle Position. FitzRoy beschäftigte einen mathematischen Instrumentenbauer, um seine 22 in der Kabine aufbewahrten Marinechronometer zu warten, und engagierte den Künstler/Zeichner Augustus Earle als Privatmann. Die drei Feuerländer, die auf der vorherigen Reise mitgenommen worden waren, sollten zusammen mit dem Missionar Richard Matthews auf der Beagle nach Feuerland zurückgebracht werden.

### Naturforscher und Geologe
Für Beaufort und die führenden „Gentlemen der Wissenschaft“ in Cambridge passte die Möglichkeit, einen Naturforscher an der Expedition teilnehmen zu lassen, zu ihrem Bestreben, die Wissenschaftspolitik der britischen Regierung neu zu beleben. Diese Elite verachtete Forschung, die für Geld betrieben wurde, und war der Meinung, dass Naturphilosophie etwas für Gentlemen und nicht für Gewerbetreibende sei. Die Offiziersklasse der Armee und der Marine bot eine Möglichkeit, in dieser Hierarchie aufzusteigen; üblicherweise war es der Schiffsarzt, der auf Reisen Exemplare sammelte, und Robert McCormick hatte sich die offizielle Position des Schiffsarztes auf der Beagle gesichert, nachdem er an früheren Expeditionen teilgenommen und Naturgeschichte studiert hatte. Eine ansehnliche Sammlung hatte einen beträchtlichen sozialen Wert und zog ein breites öffentliches Interesse auf sich, und McCormick strebte nach Ruhm als forschender Naturkundler. Sammlungen, die vom Schiffsarzt und anderen Offizieren angefertigt wurden, waren Regierungseigentum, obwohl die Admiralität in dieser Hinsicht nicht konsequent war, und gingen an wichtige Londoner Einrichtungen, in der Regel an das British Museum. Die Anweisungen der Admiralität für die erste Reise hatten von den Offizieren verlangt, „ihre beste Sorgfalt bei der Vermehrung der Sammlungen in jedem Schiff anzuwenden: die Gesamtheit davon muss als Eigentum der Öffentlichkeit verstanden werden“, aber auf der zweiten Reise wurde diese Anforderung weggelassen, und die Offiziere durften alle Exemplare für sich selbst behalten.
FitzRoys Tagebuch, das er während der ersten Reise schrieb, vermerkte, dass er bei der Untersuchung magnetischer Felsen in der Nähe des Barbara-Channel bedauerte, „dass keine Person auf dem Schiff in Mineralogie ausgebildet oder überhaupt mit Geologie vertraut war“, um die Gelegenheit zu nutzen, „die Natur der Felsen und Erden“ der untersuchten Gebiete festzustellen. FitzRoy beschloss, dass er bei jeder ähnlichen zukünftigen Expedition „versuchen würde, eine Person mitzunehmen, die qualifiziert ist, das Land zu untersuchen, während die Offiziere und ich uns um die Hydrographie kümmern würden.“ Damit war klar, dass ein für geologische Untersuchungen qualifizierter Naturforscher benötigt wurde, der erhebliche Zeit an Land und nicht auf dem Schiff verbringen würde. McCormick fehlte das Fachwissen in Geologie und er musste seinen Pflichten auf dem Schiff nachkommen.
FitzRoy wusste, dass das Kommandieren eines Schiffes mit Stress und Einsamkeit verbunden sein konnte; er wusste vom Selbstmord des Kapitäns Stokes, und sein eigener Onkel Viscount Castlereagh hatte unter Stress durch Überarbeitung Selbstmord begangen. Zum ersten Mal würde er die volle Verantwortung tragen, ohne einen kommandierenden Offizier oder zweiten Kapitän zu Rate ziehen zu müssen, und es wird vermutet, dass er das Bedürfnis nach einem Gentleman-Begleiter verspürte, der seine wissenschaftlichen Interessen teilte und mit ihm auf Augenhöhe dinieren konnte. Dafür gibt es keine direkten Belege. Henslow beschrieb die Position „mehr als Begleiter denn als bloßer Sammler“, aber dies war eine Zusicherung, dass FitzRoy seinen Gast wie einen Gentleman-Naturforscher behandeln würde. Mehrere andere Schiffe zu dieser Zeit beförderten unbezahlte Zivilisten als Naturforscher.
Anfang August besprach FitzRoy diese Position mit Beaufort, der ein wissenschaftliches Netzwerk von Freunden an der Universität von Cambridge hatte. Auf Beauforts Bitte hin schrieb der Mathematik-Dozent George Peacock aus London an Professor John Stevens Henslow über diese „seltene Gelegenheit für einen Naturforscher“, indem er sagte, dass „mir das Angebot gemacht wurde, eine geeignete Person zu empfehlen, die als Naturforscher mit dieser Expedition ausfährt“, und schlug den Reverend Leonard Jenyns vor. Obwohl Jenyns fast zusagte und sogar seine Sachen packte, hatte er Bedenken wegen seiner Verpflichtungen als Vikar von Swaffham Bulbeck und seiner Gesundheit und lehnte daher ab. Henslow dachte kurz daran, zu gehen, aber seine Frau „sah so elend aus“, dass er die Idee schnell fallen ließ. Beide empfahlen den 22-jährigen Charles Darwin, der gerade den ordentlichen Bachelor of Arts abgeschlossen hatte, der Voraussetzung für seine angestrebte Karriere als Pfarrer war, und sich mit Adam Sedgwick auf einer geologischen Exkursion befand.

#### Angebot eines Platzes an Darwin

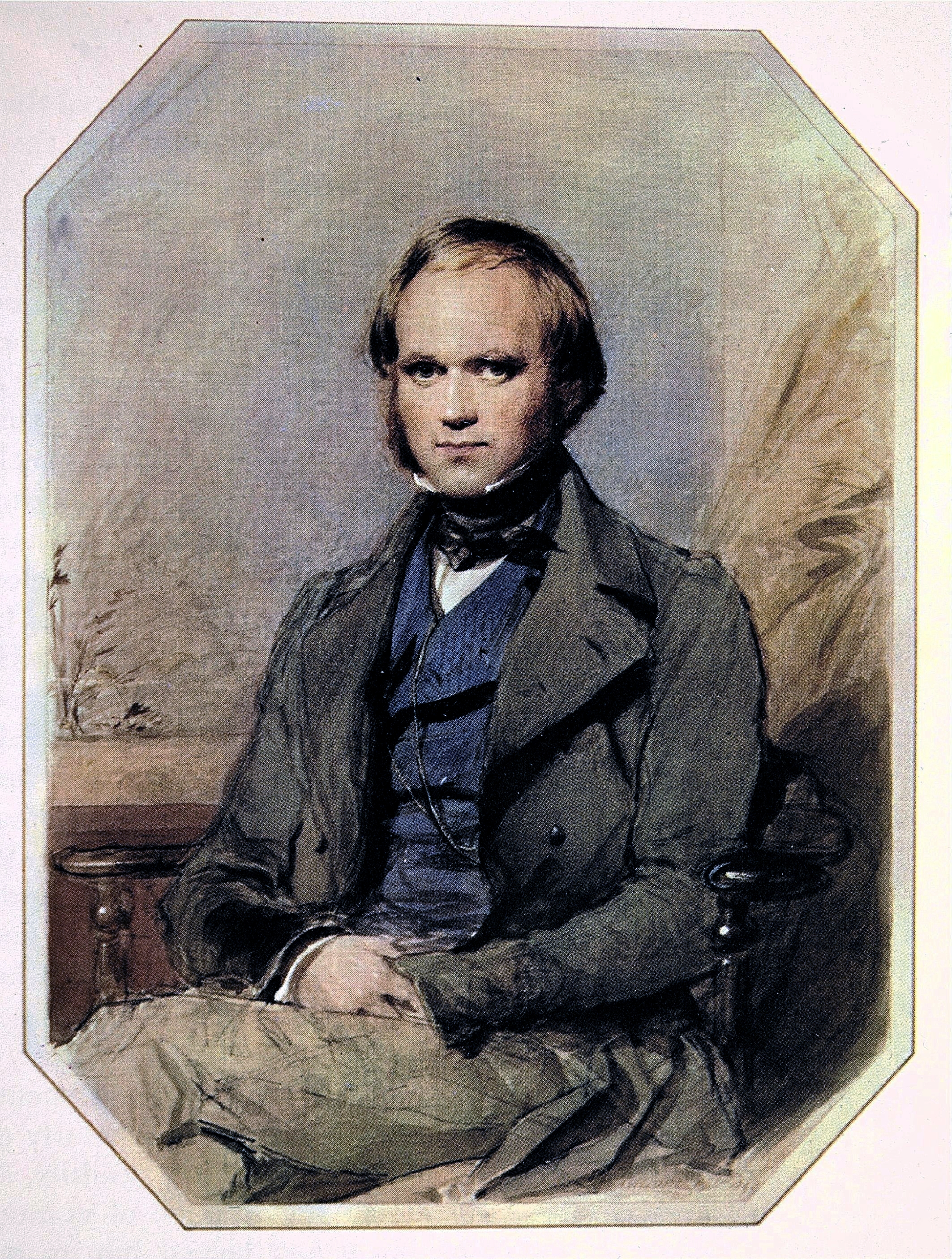
Darwin im Jahr 1840, nach der Reise und der Veröffentlichung seines Journal and Remarks.

Darwin passte gut zu den Erwartungen eines Gentleman-Naturphilosophen und war als Naturforscher gut ausgebildet. Als er in seinem zweiten Jahr in Edinburgh Geologie studiert hatte, hatte er es langweilig gefunden, aber von Ostern bis August 1831 lernte er viel mit Adam Sedgwick und entwickelte ein starkes Interesse während ihrer geologischen Exkursion. Am 24. August schrieb Henslow an Darwin:

…that I consider you to be the best qualified person I know of who is likely to undertake such a situation— I state this not on the supposition of yr. being a finished Naturalist, but as amply qualified for collecting, observing, & noting any thing worthy to be noted in Natural History. Peacock has the appointment at his disposal & if he can not find a man willing to take the office, the opportunity will probably be lost— Capt. F. wants a man (I understand) more as a companion than a mere collector & would not take any one however good a Naturalist who was not recommended to him likewise as a gentleman. … The Voyage is to last 2 yrs. & if you take plenty of Books with you, any thing you please may be done … there never was a finer chance for a man of zeal & spirit… Don't put on any modest doubts or fears about your disqualifications for I assure you I think you are the very man they are in search of.
(Übersetzung: … dass ich Sie für die am besten qualifizierte Person halte, die ich kenne, die eine solche Situation übernehmen könnte — ich sage dies nicht unter der Annahme, dass Sie ein fertiger Naturforscher sind, sondern als reichlich qualifiziert für das Sammeln, Beobachten & Notieren von allem, was es wert ist, in der Naturgeschichte vermerkt zu werden. Peacock hat die Ernennung zu seiner Verfügung & wenn er keinen Mann finden kann, der bereit ist, das Amt zu übernehmen, wird die Gelegenheit wahrscheinlich verloren sein — Kapitän F. will einen Mann (wie ich verstehe) mehr als Begleiter denn als reinen Sammler & würde keinen noch so guten Naturforscher nehmen, der ihm nicht ebenso als Gentleman empfohlen würde. … Die Reise soll 2 Jahre dauern & wenn Sie reichlich Bücher mitnehmen, kann alles getan werden, was Ihnen gefällt … es gab nie eine schönere Gelegenheit für einen Mann von Eifer & Geist … Legen Sie keine bescheidenen Zweifel oder Ängste über Ihre Disqualifikationen an, denn ich versichere Ihnen, dass ich glaube, dass Sie genau der Mann sind, den sie suchen.)

Der Brief ging zunächst an George Peacock, der ihn schnell mit weiteren Details an Darwin weiterleitete und bestätigte, dass das „Schiff etwa Ende September segelt“. Peacock hatte das Angebot mit Beaufort besprochen, „er billigt es vollkommen & Sie können die Situation als zu Ihrer absoluten Verfügung stehend betrachten“. Als Darwin am späten 29. August nach Hause zurückkehrte und die Briefe öffnete, lehnte sein Vater die Reise strikt ab, so dass er am nächsten Tag schrieb, dass er das Angebot ablehnte, und sich auf den Weg machte, um auf dem Anwesen seines Onkels Josiah Wedgwood II. zu schießen. Mit Wedgwoods Hilfe konnte Darwins Vater überredet werden, einzulenken und die Expedition seines Sohnes zu finanzieren, und am Donnerstag, dem 1. September, schrieb Darwin, dass er Peacocks Angebot akzeptiere. An diesem Tag schrieb Beaufort, um FitzRoy mitzuteilen, dass es seinem Freund Peacock gelungen war, „einen 'Savant' für Sie zu finden - einen Mr. Darwin, Enkel des bekannten Philosophen und Dichters - voller Eifer und Unternehmungslust, der eine Reise auf eigene Rechnung nach Südamerika in Erwägung zog“. Am Freitag reiste Darwin nach Cambridge, wo er den Samstag mit Henslow verbrachte, um Ratschläge für die Vorbereitungen und Hinweise auf Experten zu erhalten.
Alexander Charles Wood (ein Student, dessen Tutor Peacock war) schrieb aus Cambridge an seinen Cousin FitzRoy, um Darwin zu empfehlen. Am 4. September, erhielt Wood die Antwort von FitzRoy, die „direkt und in der Art eines Gentleman“ war, sich aber stark gegen eine Teilnahme Darwins an der Expedition aussprach; sowohl Darwin als auch Henslow gaben daraufhin „den Plan auf“. Darwin fuhr trotzdem nach London und traf am nächsten Morgen FitzRoy, der ihm erklärte, dass er den Platz seinem Freund Mr. Chester versprochen hatte (möglicherweise dem Romanautor Harry Chester), aber Chester hatte ihn in einem Brief abgelehnt, den er keine fünf Minuten vor Darwins Ankunft erhielt. FitzRoy betonte die Schwierigkeiten, einschließlich der beengten Verhältnisse und des einfachen Essens. Darwin würde in den Büchern der Admiralität stehen, um Proviant zu erhalten (im Wert von 40 Pfund pro Jahr) und würde, wie die Schiffsoffiziere und der Kapitän, 30 Pfund pro Jahr für die Messerechnung zahlen. Einschließlich der Ausstattung dürften die Kosten für ihn 500 £ nicht erreichen. Das Schiff würde am 10. Oktober auslaufen und wahrscheinlich drei Jahre lang unterwegs sein. Sie sprachen und aßen zusammen und fanden sich bald sympathisch. Der Tory FitzRoy war bei der Aussicht auf eine Gesellschaft mit diesem unbekannten jungen Gentleman mit Whig-Hintergrund vorsichtig gewesen und gab später zu, dass sein Brief an Wood dazu diente, „um das Vorhaben mit kaltem Wasser zu begießen“, in „einem plötzlichen Entsetzen über die Möglichkeit, jemanden an Bord zu haben, den er nicht mögen sollte“. Halb im Ernst erzählte er Darwin später, dass er als „glühender Schüler von Lavater“ Darwin fast abgelehnt hätte, weil die Form (oder Physiognomie) von Darwins Nase auf einen Mangel an Entschlossenheit hindeutete.

#### Darwins Vorbereitungen
Während er sich weiter mit Fitzroy anfreundete und gemeinsam einkaufen ging, eilte Darwin herum, um seine Vorräte und Ausrüstung zusammenzustellen. Er holte sich Rat bei Experten für die Konservierung von Exemplaren wie William Yarrell von der Zoological Society of London, Robert Brown vom British Museum, Kapitän Phillip Parker King, der die erste Expedition leitete, und dem Wirbellosen-Anatomen Robert Edmond Grant, der Darwin in Edinburgh unterrichtet hatte. Yarrell gab unschätzbare Ratschläge und verhandelte mit Ladenbesitzern, so dass Darwin 50 Pfund für zwei Pistolen und ein Gewehr bezahlte, während FitzRoy 400 Pfund für Feuerwaffen ausgegeben hatte. Am Sonntag, den 11. September, fuhren FitzRoy und Darwin mit dem Paketschiff nach Portsmouth. Darwin war nicht seekrank und hatte eine angenehme „dreitägige Fahrt“. Zum ersten Mal sah er das „sehr kleine“, beengte Schiff, lernte die Offiziere kennen und war froh, eine große Kabine zu bekommen, die er mit dem stellvertretenden Landvermesser John Lort Stokes teilte. Am Freitag eilte Darwin zurück nach London, „250 Meilen in 24 Stunden“, und weiter über Cambridge, um am 22. September für einen letzten kurzen Besuch bei Familie und Freunden in Shrewsbury anzukommen und am 2. Oktober nach London zurückzukehren. Die Verzögerungen auf der Beagle gaben Darwin eine zusätzliche Woche, um Experten zu konsultieren und sein Gepäck fertig zu packen. Nachdem er seine schweren Güter per Dampfpaket hinuntergeschickt hatte, nahm er zusammen mit Augustus Earle die Kutsche und kam am 24. Oktober in Devonport an.
Der Geologe Charles Lyell bat FitzRoy, Beobachtungen über geologische Merkmale wie erratische Felsbrocken aufzuzeichnen. Bevor sie England verließen, gab FitzRoy Darwin ein Exemplar des ersten Bandes von Lyells Principles of Geology, in dem die Merkmale als Ergebnis eines allmählichen Prozesses erklärt wurden, der über extrem lange Zeiträume hinweg stattfand. In seiner Autobiographie erinnerte sich Darwin daran, dass Henslow zu dieser Zeit den Rat gab, sich das Buch zu besorgen und zu studieren, "but on no account to accept the views therein advocated (dt.: „aber auf keinen Fall die darin vertretenen Ansichten zu akzeptieren“)".
Darwins Position als Naturforscher an Bord war die eines selbstfinanzierten Gastes ohne offizielle Anstellung, und er konnte die Reise in jeder geeigneten Phase verlassen. Zu Beginn der Reise hatte George Peacock darauf hingewiesen, dass „die Admiralität nicht bereit ist, ein Gehalt zu zahlen, obwohl sie Ihnen eine offizielle Anstellung und jede Unterkunft [sic] zur Verfügung stellen wird: Sollte jedoch ein Gehalt verlangt werden, bin ich geneigt zu glauben, dass es gewährt werden würde“. Weit davon entfernt, dies zu wollen, war es Darwins Anliegen, die Kontrolle über seine Sammlung zu behalten. Er sträubte sich sogar dagegen, von der Admiralität für Verpflegung bezahlt zu werden, bis er von FitzRoy und Beaufort die Zusicherung erhielt, dass dies seine Rechte auf die Übertragung seiner Exemplare nicht beeinträchtigen würde. Darwin wollte nicht, dass seine Sammlung an das British Museum ging, da er gehört hatte, dass die Exemplare der ersten Beagle-Reise noch darauf warteten, beschrieben zu werden. Beaufort versicherte ihm, dass er „keine Schwierigkeiten haben sollte“, solange er sie „irgendeiner öffentlichen Einrichtung“ wie der Zoologischen oder Geologischen Gesellschaft präsentierte. Darwin selbst war der Meinung, dass seine neuen Funde an die „größte & zentralste Sammlung“ gehen sollten, nicht an das Museum der Cambridge Philosophical Society, das Henslow in Cambridge einrichtete, aber nachdem er Henslows bereitwilliges Einverständnis erhalten hatte, die Sendungen mit den Exemplaren entgegenzunehmen, antwortete Darwin, dass er hoffte, einige dem Museum in Cambridge zu geben.

#### Darwins Arbeit auf der Expedition
Der Kapitän musste seine Vermessung in akribischer Schreibarbeit festhalten, und auch Darwin führte ein tägliches Logbuch sowie detaillierte Notizbücher über seine Funde und Spekulationen und ein Tagebuch, das zu seinem Journal wurde. Darwins Notizbücher zeigen völlige Professionalität, die er wahrscheinlich an der Universität von Edinburgh gelernt hatte, als er 1826 mit seinem Bruder Erasmus die Ufer des Firth of Forth erkundete und 1827 einige Monate lang mit Robert Edmund Grant wirbellose Meerestiere studierte und dabei naturkundliche Notizen machte. Darwin hatte in Cambridge auch Käfer gesammelt, aber in allen anderen Bereichen der Naturgeschichte war er ein Neuling. Während der Reise untersuchte Darwin kleine wirbellose Tiere, während er von anderen Lebewesen Exemplare sammelte, die Experten untersuchen und beschreiben sollten, sobald die Beagle nach England zurückgekehrt war. Mehr als die Hälfte seiner sorgfältig organisierten zoologischen Notizen befassen sich mit wirbellosen Meerestieren. Die Notizen zeichnen eng begründete Interpretationen dessen auf, was er über ihre komplexe innere Anatomie herausfand, während er Exemplare unter seinem Mikroskop sezierte, und von kleinen Experimenten über ihre Reaktion auf Reize. Seine Beobachtungen an Land beinhalteten intensive, analytische Kommentare zu möglichen Gründen für das Verhalten, die Verteilung und die Beziehung der Kreaturen, die er sah zu, ihrer Umgebung. Er nutzte die exzellente Bibliothek des Schiffes mit Büchern über Naturgeschichte, hinterfragte aber ständig deren Richtigkeit.
Geologie war Darwins „Hauptbeschäftigung“ auf der Expedition und seine Notizen zu diesem Thema waren fast viermal so umfangreich wie seine zoologischen Notizen, obwohl er zu beiden umfangreiche Aufzeichnungen führte. Während der Reise schrieb er an seine Schwester, dass „there is nothing like geology; the pleasure of the first days partridge shooting or first days hunting cannot be compared to finding a fine group of fossil bones, which tell their story of former times with almost a living tongue“ (dt.: „es nichts Vergleichbares zur Geologie gibt; das Vergnügen der ersten Tage des Rebhuhnschießens oder der ersten Tage der Jagd kann nicht mit dem Auffinden einer schönen Gruppe fossiler Knochen verglichen werden, die ihre Geschichte von früheren Zeiten mit fast lebendiger Zunge erzählen“). Die Erforschung der Geologie brachte für ihn das logische Denken ins Spiel und gab ihm Gelegenheit zum Theoretisieren.

## Reise

Die Reiseroute der Beagle

Charles Darwin war gesagt worden, dass die Beagle etwa Ende September 1831 auslaufen sollte, aber die Ausrüstung dauerte länger. Die Anweisungen der Admiralität gingen am 14. November ein, und am 23. November wurde sie auf den Ankerplatz verlegt, bereit zum Auslaufen. Wiederholte Weststürme verursachten Verzögerungen und zwangen sie nach dem Auslaufen am 10. und 21. Dezember zur Umkehr. Durch Trunkenheit zu Weihnachten ging ein weiterer Tag verloren. Schließlich, am Morgen des 27. Dezember, verließ die Beagle ihren Ankerplatz im Barn Pool, unterhalb von Mount Edgecumbe auf der Westseite des Plymouth Sound und brach zu ihrer Vermessungsexpedition auf.

### Atlantische Inseln
Die Beagle berührte Madeira für eine bestätigte Position ohne Zwischenstopp. Am 6. Januar erreichte sie dann Teneriffa auf den Kanarischen Inseln, wurde dort aber wegen der Cholera in England unter Quarantäne gestellt. Obwohl sie sich verlockend nahe an der Stadt Santa Cruz befanden, wurde ihnen zu Darwins großer Enttäuschung die Landung verweigert. Da sich die Wetterbedingungen verbesserten, segelten sie weiter. Am 10. Januar probierte Darwin ein von ihm entwickeltes Planktonnetz aus, das hinter dem Schiff hergezogen werden sollte - erst der zweite aufgezeichnete Einsatz eines solchen Netzes (nach dem Einsatz durch John Vaughan Thompson im Jahr 1816). Am nächsten Tag bemerkte er die große Anzahl von Tieren, die er fernab von Land sammelte und schrieb: "Many of these creatures so low in the scale of nature are most exquisite in their forms & rich colours. — It creates a feeling of wonder that so much beauty should be apparently created for such little purpose." (dt.: „Viele dieser Kreaturen, die so niedrig auf der Skala der Natur stehen, sind höchst exquisit in ihren Formen und reichen Farben. - Es erweckt ein Gefühl der Verwunderung, dass so viel Schönheit scheinbar für einen so geringen Zweck geschaffen werden sollte.“)
Sechs Tage später machten sie ihre erste Landung in Praia auf der Vulkaninsel Santiago auf den Kapverdischen Inseln. Hier beginnt Darwins Beschreibung in seinem veröffentlichten Journal. Sein erster Eindruck war der einer trostlosen und sterilen Vulkaninsel, doch nach dem Besuch der Stadt kam er in ein tiefes Tal, wo er „zum ersten Mal die Herrlichkeit der tropischen Vegetation sah“ und „einen herrlichen Tag“ erlebte, da er in den Anblicken und Geräuschen eine überwältigende Neuheit fand. FitzRoy schlug auf Quail Island Zelte und ein Observatorium auf, um die genaue Position der Inseln zu bestimmen, während Darwin zahlreiche Meerestiere sammelte, sich an den lebhaften tropischen Korallen in den Gezeitentümpeln erfreute und die Geologie von Quail Island erforschte. Obwohl Daubenys Buch in Beagles Bibliothek die vulkanische Geologie der Kanarischen Inseln beschrieb, hieß es, die Struktur der Kapverdischen Inseln sei „zu unvollkommen bekannt“. Darwin sah Quail Island als seinen Schlüssel zum Verständnis der Struktur von St. Jago und machte sorgfältige Studien ihrer Stratigraphie, so wie er es von Adam Sedgwick gelernt hatte. Er sammelte Proben und beschrieb eine weiße Schicht aus hartem, weißem Gestein, das aus zerkleinerten Korallen und Muscheln bestand und zwischen Schichten aus schwarzem Vulkangestein lag, und bemerkte eine ähnliche weiße Schicht, die horizontal in den schwarzen Klippen von St. Jago in einer Höhe von 12 m (40 Fuß) über dem Meeresspiegel verlief. Die Muscheln waren, soweit er das beurteilen konnte, „die gleichen wie die heutigen“. Er spekulierte, dass in geologisch jüngerer Zeit ein Lavastrom diesen Muschelsand auf dem Meeresgrund bedeckt hatte und dann die Schichten langsam auf ihr heutiges Niveau gestiegen waren. Charles Lyells Principles of Geology stellte die These des allmählichen Anhebens und Absinkens der Erdkruste auf, die durch die wechselnden Niveaus des Serapis-Tempels illustriert wurde. Darwin unterstützte Lyell implizit, indem er bemerkte, dass „Dr. Daubeny bei der Erwähnung des gegenwärtigen Zustands des Serapis-Tempels die Möglichkeit bezweifelt, dass sich eine Landfläche heben kann, ohne dass Gebäude darauf zerbrechen. – Ich bin sicher, dass in St. Jago an einigen Stellen eine Stadt hätte angehoben werden können, ohne ein Haus zu verletzen.“ In einem Brief an Henslow schrieb er: „Die Geologie war vorzüglich interessant & ich glaube, ziemlich neu: es gibt einige Tatsachen auf einer großen Skala von erhabener Küste …, die Mr. Lyell interessieren würden.“ Noch auf der Insel wurde Darwin zu dem Gedanken inspiriert, ein Buch über Geologie zu schreiben. Später schrieb er, dass er „ein Ding sah, das Lyell nie gesehen hatte, man sah es jedoch teilweise durch seine Augen“.
Üblicherweise nahm der Schiffsarzt die Position eines Naturforschers ein, und der Chirurg der Beagle, Robert McCormick, suchte Ruhm und Reichtum als Entdecker. Als sie sich zu Beginn der Reise zum ersten Mal trafen, hatte Darwin kommentiert: „Mein Freund [McCormick] ist ein Arsch, aber wir kommen sehr freundschaftlich miteinander aus“. Sie wanderten gemeinsam in die Landschaft von St. Jago, und Darwin, beeinflusst von Lyell, fand die Vorgehensweise des Chirurgen altmodisch. Sie fanden einen bemerkenswerten Baobab-Baum, den FitzRoy vermaß und skizzierte. Darwin unternahm daraufhin mit Benjamin Bynoe und Rowlett „Reitexpeditionen“, um Ribeira Grande und St. Domingo zu besuchen. FitzRoy verlängerte ihren Aufenthalt auf 23 Tage, um seine Messungen des Magnetismus abzuschließen. Darwin schrieb später an Henslow, dass seine Sammlung „mehrere Exemplare eines Oktopus enthielt, der eine höchst wunderbare Fähigkeit besaß, seine Farben zu ändern; er war jedem Chamäleon ebenbürtig und passte die Änderungen offensichtlich an die Farbe des Bodens an, über den er lief - gelblich grün, dunkelbraun und rot waren die vorherrschenden Farben: diese Tatsache scheint neu zu sein, soweit ich es herausfinden kann.“ Henslow antwortete: „Die Tatsache ist nicht neu, aber alle neuen Beobachtungen werden sehr wichtig sein.“
McCormick ärgerte sich zunehmend über die Gefälligkeiten, die FitzRoy gewährte, um Darwin beim Sammeln zu helfen. Am 16. Februar landete FitzRoy mit einer kleinen Gruppe, zu der auch er und Darwin gehörten, auf den St. Paul’s Rocks und fand die Seevögel so zahm, dass sie leicht getötet werden konnten, während ein verärgerter McCormick in einem zweiten kleinen Boot die Inseln umkreisen musste. An diesem Abend wurden die Novizen von einem Pseudo-Neptun begrüßt, und am Morgen überquerten sie den Äquator mit der traditionellen Äquatortaufe.
Darwin hatte eine besondere Stellung als Gast und sozialer Gleichgestellter des Kapitäns, so dass die jüngeren Offiziere ihn „Sir“ nannten, bis der Kapitän Darwin Philos für „Schiffsphilosoph“ nannte, und dies wurde sein angemessen respektvoller Spitzname.

### Vermessung von Südamerika
In Südamerika führte die Beagle ihre Vermessungsarbeiten durch, indem sie entlang der Küsten hin und her fuhr, um eine sorgfältige Vermessung und Nachkontrolle zu ermöglichen. Darwin unternahm lange Fahrten ins Landesinnere mit Reisebegleitern aus dem Ort. Er verbrachte einen großen Teil der Zeit außerhalb des Schiffes und kehrte nur nach vorheriger Absprache zurück, wenn die Beagle in Häfen einlief, in denen Post empfangen und Darwins Notizen, Tagebücher und Sammlungen nach England zurückgeschickt werden konnten. Er hatte dafür gesorgt, dass seine Sammlungen ihm gehörten und sie wurden zu Henslow nach Cambridge verschifft, um dort auf seine Rückkehr zu warten. Einige andere an Bord, darunter FitzRoy und andere Offiziere, waren fähige Amateurnaturforscher, die Darwin großzügig unterstützten und auch Sammlungen für die Krone anlegten, die die Admiralität im Britischen Museum unterbrachte.

#### Tropisches Paradies und Sklaverei
Wegen der starken Brandung blieben sie nur einen Tag in Fernando de Noronha, um die erforderlichen Beobachtungen zu machen, und Fitzroy beschloss, nach Bahia, Brasilien, zu fahren, um die Chronometer zu bewerten und Wasser zu nehmen. Am 28. Februar erreichten sie den Kontinent und kamen bei dem herrlichen Anblick der Stadt Bahia an, die heute Salvador heißt, mit großen Schiffen im Hafen, die über die Bucht verstreut waren. Am nächsten Tag war Darwin in „Begeisterungsstürmen“, als er allein im Tropenwald spazieren ging, und in „langen naturalisierenden Spaziergängen“ mit anderen fuhr er fort, „den früheren Verzückungen weitere hinzuzufügen“. Er fand den Anblick der Sklaverei anstößig und als FitzRoy die Praxis verteidigte, indem er einen Besuch bei einem Sklavenhalter beschrieb, dessen Sklaven auf die Frage ihres Herrn, ob sie befreit werden wollten, mit „Nein“ antworteten, meinte Darwin, dass Antworten unter solchen Umständen wertlos seien. Erzürnt darüber, dass sein Wort in Frage gestellt worden war, verlor FitzRoy die Beherrschung und verbannte Darwin aus seiner Gesellschaft. Die Offiziere gaben solchen Ausbrüchen den Spitznamen „heißer Kaffee“, und innerhalb weniger Stunden entschuldigte sich FitzRoy und bat Darwin zu bleiben. Später musste FitzRoy schweigen, als Captain Paget sie besuchte und „so abscheuliche Fakten über die Sklaverei“ erzählte, die seine Behauptung widerlegten. Die Vermessung der Sandbänke rund um den Hafen wurde am 18. März abgeschlossen, und das Schiff fuhr die Küste hinunter, um die Ausdehnung und Tiefe der Riffe von Abrolhos zu vermessen und die Vermessung von Roussin zu vervollständigen und zu korrigieren.
Am 4. April liefen sie in den Hafen von Rio de Janeiro ein, um von der Insel Villegagnon aus Beobachtungen des Längengrades zu machen. Darwin nahm die Sehenswürdigkeiten der Stadt in Augenschein, machte dann eine Expedition ins Landesinnere und kehrte am 24. April zum Schiff zurück. Zu diesem Zeitpunkt hatte Robert McCormick mit Erlaubnis des kommandierenden Admirals das Schiff verlassen und war nach England zurückgekehrt. Der stellvertretende Chirurg Benjamin Bynoe wurde an seiner Stelle zum stellvertretenden Chirurgen ernannt. McCormick fühlte sich „sehr enttäuscht in meinen Erwartungen, meine naturgeschichtlichen Unternehmungen durchzuführen, da mir jedes Hindernis in den Weg gelegt wurde, an Land zu kommen und Sammlungen zu machen“, während der Gentleman Darwin alle Einladungen von Würdenträgern an Land erhielt und ihm die Möglichkeit gegeben wurde, seine Sammlungen zu packen. Am 26. April zog Darwin in ein Haus, das er in Botafogo gemietet hatte, und blieb dort mit drei anderen, als die Beagle am 10. Mai abreiste, um die Beobachtungen in Bahia erneut zu überprüfen. FitzRoy hatte eine Diskrepanz von 4 Meilen (6,4 km) in der Meridiandistanz der Länge zwischen seinen Messungen und denen von Albin Roussin gefunden, und beschloss, zurückzufahren. Ein Matrose, ein Schiffsjunge und ein junger Midshipman hatten sich nach dem Besuch des Macacu-Flusses ein Fieber eingefangen und waren gestorben. Als das Schiff am 3. Juni nach Rio zurückkehrte, bestätigte FitzRoy, dass seine Messungen von Bahia und den Riffen von Abrolhos korrekt waren, und schickte diese Korrekturen an Roussin. Sie segelten am 5. Juli von Rio ab.

#### Fossilienfunde

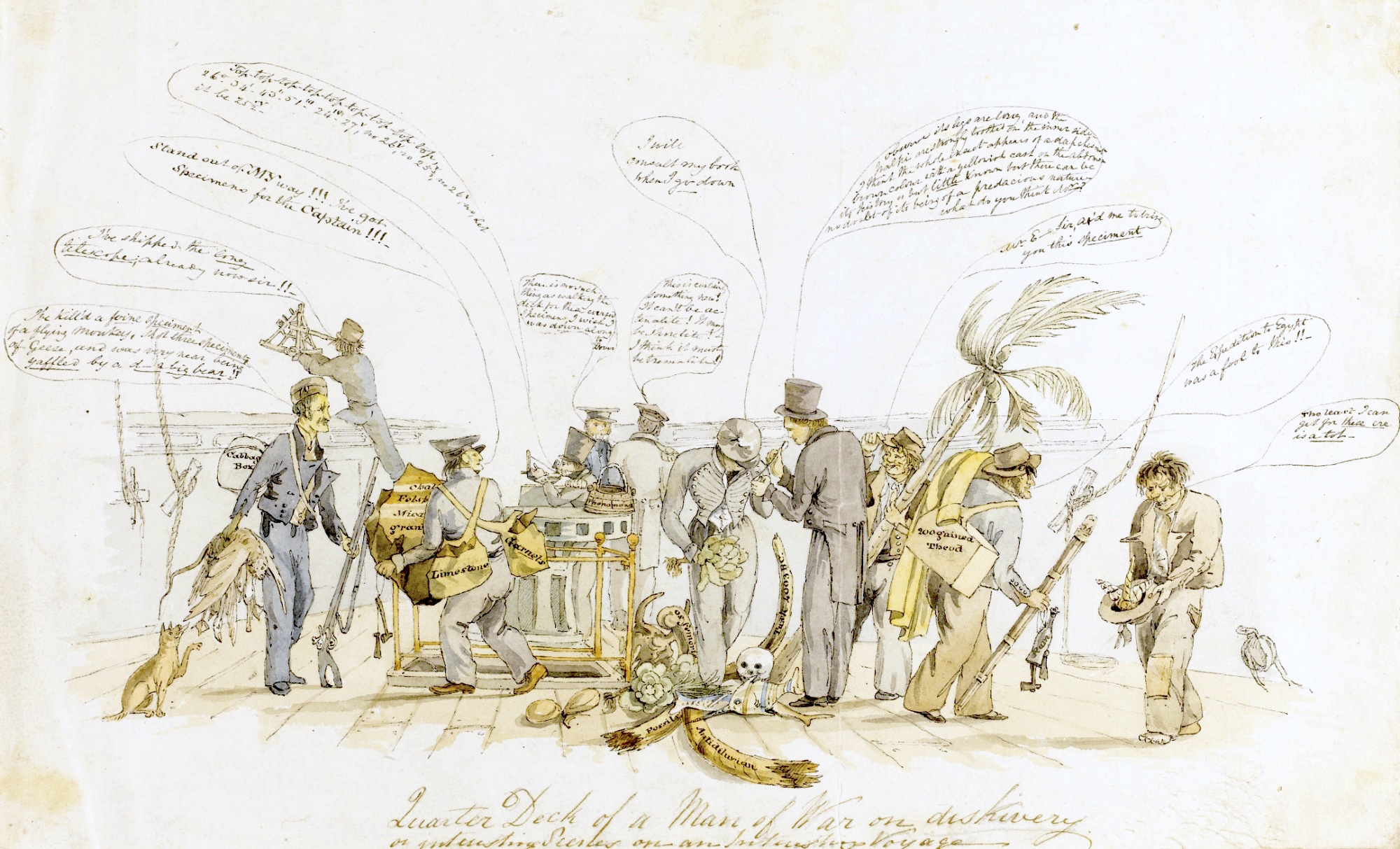
Eine Karikatur der Szene auf dem Achterdeck während der Verankerung in Bahia Blanca, gemalt um den 24. September 1832. Darwin ist die zentrale Figur in einem Zylinder, Fitzroy die zweite Figur zu seiner Linken. Das Aquarell wird dem Bordkünstler Augustus Earle zugeschrieben.

Nach Stürmen erreichte die Beagle am 26. Juli 1832 Montevideo, wo sie Beobachtungen für die Chronometer machte. Ein Versuch, Buenos Aires für Informationen anzulaufen, wurde von Beamten vereitelt. FitzRoy stimmte dann einer Bitte zu, dass die Schiffsbesatzung (einschließlich Darwin) kurzzeitig ein Fort in Montevideo besetzen sollte, um eine Revolution zu zerstreuen. Am 22. August begann die Beagle nach Sondierungen in der Samborombón-Bucht mit Vermessungsarbeiten entlang der Küste von Kap San Antonio, Provinz Buenos Aires, Argentinien.
In Bahía Blanca, im südlichen Teil der heutigen Provinz Buenos Aires, ritt Darwin mit Gauchos ins Landesinnere von Patagonien: Er sah, wie sie Bolas benutzten, um „Strauße“ (Nandus) zu erlegen, und aß gebratenes Gürteltier. Mit FitzRoy unternahm er am 22. September „eine sehr angenehme Fahrt über die Bucht“, und etwa zehn Meilen (16 km) vom Schiff entfernt hielten sie für eine Weile an der Siedlung Punta Alta. An niedrigen Klippen in der Nähe des Punktes fand Darwin Konglomeratfelsen, die zahlreiche Muscheln und versteinerte Zähne und Knochen von riesigen ausgestorbenen Säugetieren enthielten, in Schichten nahe einer Erdschicht mit Muscheln und Gürteltierfossilien, was für ihn eher auf ruhige Gezeitenablagerungen als auf eine Katastrophe hindeutete. Mit Unterstützung (möglicherweise durch den jungen Matrosen Syms Covington, der als sein Diener fungierte) sammelte Darwin über mehrere Tage hinweg zahlreiche Fossilien und amüsierte andere mit „den Ladungen scheinbaren Mülls, die er häufig an Bord brachte“.
Ein Großteil des zweiten Tages wurde mit der Ausgrabung eines großen Schädels verbracht, den Darwin in weichem Gestein eingebettet fand und der ihm mit dem Nashorn verwandt zu sein schien. Am 8. Oktober kehrte er zum Fundort zurück und fand einen Kieferknochen und einen Zahn, die er mit Hilfe von Bory de Saint-Vincents Dictionnaire classique identifizieren konnte. Er schrieb nach Hause und beschrieb diesen und den großen Schädel als Megatherium-Fossilien, oder vielleicht „Megalonyx“, und bemerkte aufgeregt, dass die einzigen Exemplare in Europa in der Sammlung des Königs in Madrid weggeschlossen waren. In der gleichen Schicht fand er einen großen knöchernen Panzer aus polygonalen Plättchen. Sein unmittelbarer Gedanke war, dass sie von einem riesigen Gürteltier stammten, wie die kleinen Kreaturen, die in der Gegend häufig vorkommen. Aber aufgrund von Cuviers irreführender Beschreibung des Madrider Exemplars und eines kürzlichen Zeitungsberichts über ein Fossil, das bei Villanueva am Río Salado del Sur südlich von Buenos Aires entdeckt und von Woodbine Parish nach England verschifft worden war, dachte Darwin, dass der Knochenpanzer das Fossil als ein Megatherium identifizierte. Mit FitzRoy ging Darwin am 19. Oktober etwa 30 Meilen (48 km) über die Bucht zum Monte Hermoso und fand zahlreiche Fossilien kleinerer Nagetiere im Gegensatz zu den riesigen Nebengelenktieren von Punta Alta. Im November kaufte er in Buenos Aires „Fragmente einiger riesiger Knochen“, von denen ihm „versichert wurde, dass sie zu den ehemaligen Riesen gehörten!“, und nutzte in der Folge jede Gelegenheit, um „durch Gold oder Galoppieren“ an Fossilien zu kommen.
In Montevideo im November enthielt die Post von zu Hause ein Exemplar des zweiten Bandes von Charles Lyells Principles of Geology, einer Widerlegung des Lamarckismus, in dem es keine gemeinsame Abstammung verschiedener Arten oder einen allgemeinen Fortschritt gab, der dem allmählichen geologischen Wandel entsprach, sondern einen fortlaufenden Zyklus, in dem Arten auf mysteriöse Weise auftauchten, eng an ihre „Schöpfungszentren“ angepasst waren und dann ausstarben, wenn sich die Umwelt zu ihrem Nachteil veränderte.

#### Feuerland

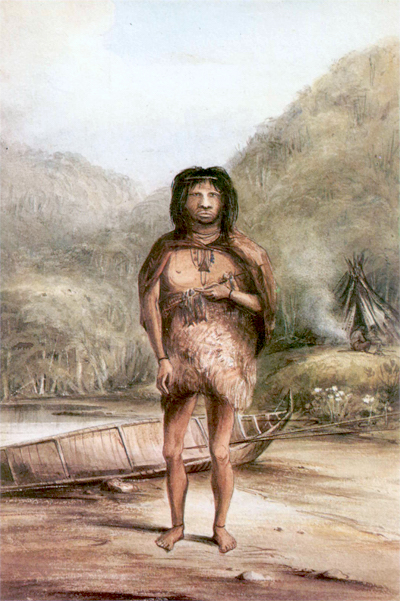
Einheimischer auf Feuerland

Sie erreichten Feuerland am 18. Dezember 1832 und Darwin war überrascht über das, was er als die rohe Wildheit der Yámana-Eingeborenen wahrnahm, in krassem Gegensatz zu dem „zivilisierten“ Verhalten der drei Feuerländer, die sie als Missionare zurückbrachten (denen sie die Namen York Minster, Fuegia Basket und Jemmy Button gegeben hatten). Er beschrieb seine erste Begegnung mit den einheimischen Feuerländern als „ausnahmslos das kurioseste und interessanteste Schauspiel, das ich je gesehen habe: Ich hätte nicht glauben können, wie groß der Unterschied zwischen dem wilden und dem zivilisierten Menschen ist: er ist größer als der zwischen einem wilden und einem domestizierten Tier, insofern als im Menschen eine größere Kraft der Verbesserung steckt.“ Sie erschienen ihm wie „die Darstellungen des Teufels auf der Bühne“ wie in Der Freischütz. Im Gegensatz dazu sagte er über Jemmy: „Es scheint mir immer noch wunderbar, wenn ich über all seine vielen guten Eigenschaften nachdenke, dass er von derselben Rasse gewesen sein soll und zweifellos denselben Charakter haben soll wie die elenden, entwürdigten Wilden, denen wir hier zuerst begegnet sind.“ Vier Jahrzehnte später erinnerte er sich in The Descent of Man an diese Eindrücke, um sein Argument zu untermauern, dass die zivilisierte Gesellschaft ebenso wie der Mensch von „einer niedrigeren Form“ abstamme, durch Abstufungen aus einem primitiveren Zustand entstanden sei. Er erinnerte sich daran, wie sehr die Feuerländer an Bord der Beagle „uns in der Veranlagung und in den meisten unserer geistigen Fähigkeiten ähnelten.“
Auf der Insel „Buttons Land“ richteten sie am 23. Januar 1833 einen Missionsposten ein, mit Hütten, Gärten, Möbeln und Geschirr, aber als sie neun Tage später zurückkehrten, war der Besitz geplündert und von den Eingeborenen gleichmäßig aufgeteilt worden. Matthews gab auf, ging zurück zum Schiff und überließ den drei zivilisierten Feuerländern die Fortsetzung der Missionsarbeit. Die Beagle fuhr weiter zu den Falklandinseln und kam kurz nach der Rückkehr der Briten an. Darwin studierte die Beziehungen der Arten zu den Lebensräumen und fand uralte Fossilien, wie er sie in Wales gefunden hatte. FitzRoy kaufte einen Schoner, um bei der Vermessung zu helfen, und sie kehrten nach Patagonien zurück, wo dieser mit einem neuen Kupferboden ausgestattet und in Adventure umbenannt wurde. Darwin wurde von Syms Covington bei der Konservierung von Exemplaren unterstützt und seine Sammeltätigkeit war so erfolgreich, dass er mit FitzRoys Einverständnis Covington als Vollzeitdiener für 30 Pfund pro Jahr anstellte.

#### Gauchos, Nandus, Fossilien und Geologie
Die beiden Schiffe segelten zum Río Negro in Argentinien und am 8. August 1833 brach Darwin mit den Gauchos zu einer weiteren Reise ins Landesinnere auf. Am 12. August traf er General Juan Manuel de Rosas, der damals eine Strafexpedition in seinem Feldzug gegen einheimische „Indianer“ anführte, und erhielt von ihm einen Pass. Während sie die Meseta durchquerten, erzählten die Gauchos und Indianer Darwin von einer seltenen, kleineren Art von Darwinnandus. Nach drei Tagen in Bahía Blanca wurde er des Wartens auf der Beagle müde und besuchte am 21. August erneut Punta Alta, wo er die Geologie des Fundortes im Lichte seiner neuen Kenntnisse überprüfte und sich fragte, ob die Knochen älter als die Muscheln waren. Er war sehr erfolgreich bei der Knochensuche und fand am 1. September ein fast vollständiges Skelett, bei dem die Knochen noch an ihrem Platz waren.
Er machte sich wieder auf den Weg und fand am 1. Oktober bei der Suche in den Klippen des Río Carcarañá „einen riesigen Nagezahn“, dann sah er in einer Klippe des Río Paraná „zwei große Gruppen von riesigen Knochen“, die zu weich waren, um sie zu sammeln, aber ein Zahnfragment identifizierte sie als Mastodonten. Eine Krankheit hielt ihn in Santa Fe auf, und nachdem er das versteinerte Gehäuse eines riesigen Gürteltiers im Felsen eingebettet gesehen hatte, war er verwundert, in der gleichen Gesteinsschicht einen Pferdezahn zu finden, da Pferde mit der europäischen Einwanderung auf den Kontinent gebracht worden waren. Sie fuhren mit einem Flussschiff den Río Paraná hinunter nach Buenos Aires, wurden aber in eine Revolution verwickelt, als mit Rosas verbündete Rebellen die Stadt blockierten. Der Pass half und mit Covington gelang ihm die Flucht in einer Bootsladung von Flüchtlingen. Sie trafen die Beagle in Montevideo wieder.
Als die Vermessungen noch andauerten, brach Darwin zu einer weiteren 400 Meilen (640 km) „galoppierenden“ Reise in Banda Oriental auf, um den Río Uruguay zu sehen und die Estancia von Herrn Keen bei Mercedes am Río Negro zu besuchen. Am 25. November hörte er „von einigen Riesenknochen, die sich, wie üblich, als die des Megatheriums herausstellten“, konnte aber nur ein paar zerbrochene Fragmente bergen. Am nächsten Tag besuchte er ein nahegelegenes Haus und kaufte für etwa zwei Schilling „einen Kopf eines Megatheriums, der bei seinem Fund ziemlich perfekt gewesen sein muss“, obwohl die Zähne inzwischen abgebrochen waren und der Unterkiefer verloren gegangen war. Herr Keen arrangierte die Verschiffung des Schädels flussabwärts nach Buenos Aires. In Las Piedras ließ ihn ein Geistlicher Fossilien sehen, darunter einen keulenartigen Schwanz, den er skizzierte und als „außergewöhnliche Waffe“ bezeichnete. Zu seinen Notizen gehörte auch eine Seite, auf der er erkannte, dass die Steilufer der Flüsse zwei Schichten freilegten, die sich in einem Ästuar bildeten, das von einer unterseeischen Schicht unterbrochen wurde, was darauf hindeutet, dass sich das Land gehoben und gesenkt hatte.

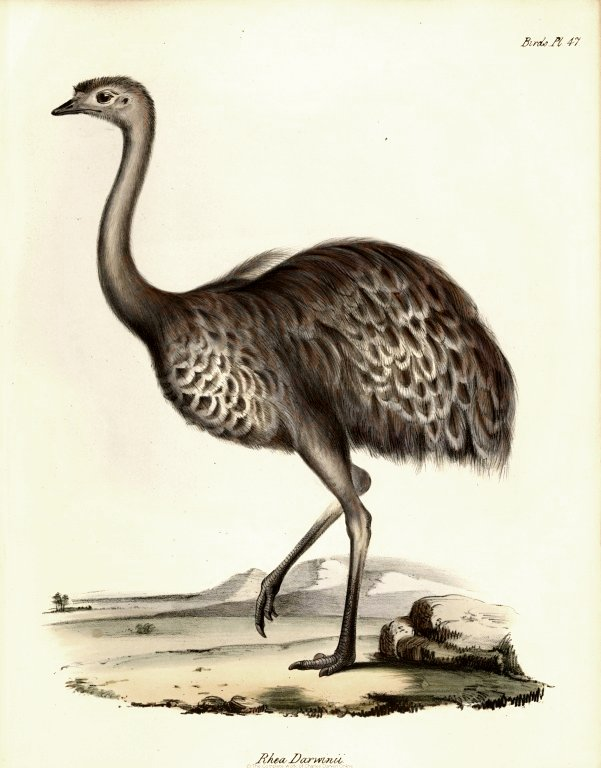
Illustration des Darwinnandus, veröffentlicht 1841 in John Goulds Beschreibung der auf der Beagle-Reise gesammelten Vögel.

Zurück in Montevideo wurde Darwin Conrad Martens vorgestellt, dem Ersatzkünstler, der an Bord der Beagle gebracht wurde, nachdem Augustus Earle wegen gesundheitlicher Probleme abreisen musste. Sie segelten nach Süden und legten am 23. Dezember in Port Desire an. Am folgenden Tag erlegte Darwin ein Guanako, das ihnen ein Weihnachtsessen bescherte. Zu Beginn des neuen Jahres schoss Martens einen Nandu, den sie genüsslich verspeisten, bevor Darwin erkannte, dass es sich um den schwer fassbaren kleineren Nandu handelte, und die Überreste konservierte. Am 9. Januar 1834, 110 Meilen (180 km) weiter südlich, erreichten sie Port St. Julian, und bei der Erkundung der örtlichen Geologie in den Klippen in der Nähe des Hafens fand Darwin Fossilien von Stücken der Wirbelsäule und eines Hinterbeins „irgendeines großen Tieres, ich denke, eines Mastodons“. Am 26. Januar fuhren sie in die Magellanstraße ein und trafen in der St. Gregory's Bay auf halbzivilisierte patagonische „Riesen“, die über 1,8 m (6 Fuß) groß waren und von Darwin als „ausgezeichnete praktische Naturforscher“ beschrieben wurden. Einer erzählte ihm, dass die kleineren Nandus die einzigen Arten so weit im Süden waren, während die größeren Nandus sich im Norden hielten, wobei sich die Arten um den Rio Negro herum treffen.
Nach weiteren Vermessungen in Feuerland kehrten sie am 5. März 1834 zurück, um die Missionare zu besuchen, fanden aber die Hütten verlassen vor. Dann näherten sich Kanus und sie fanden heraus, dass einer der Eingeborenen Jemmy Button war, der seine Besitztümer verloren und sich an die Lebensweise der Eingeborenen gewöhnt hatte und sich eine Frau nahm. Darwin hatte noch nie „eine so vollständige und schmerzliche Veränderung“ gesehen. Jemmy kam an Bord und speiste mit dem richtigen Besteck und sprach so gut wie immer Englisch. Dann versicherte er ihnen, dass er „nicht den geringsten Wunsch habe, nach England zurückzukehren“ und „glücklich und zufrieden“ sei, und hinterließ ihnen Geschenke aus Otterfellen und Pfeilspitzen, bevor er zum Kanu zurückkehrte, um sich seiner Frau anzuschließen. Über den ersten Besuch hatte Darwin geschrieben: „Wenn man solche Menschen sieht, kann man sich kaum dazu durchringen, zu glauben, dass sie Mitgeschöpfe sind, die in der gleichen Welt leben. …. Es ist ein allgemeiner Gegenstand von Mutmaßungen, welches Vergnügen am Leben einige der weniger begabten Tiere genießen können? Wie viel berechtigter kann es in Bezug auf diese Menschen gefragt werden“, doch Jemmy hatte sich bereitwillig der Zivilisation angepasst und dann beschlossen, zu seinen primitiven Gewohnheiten zurückzukehren. Dies warf unangenehme Fragen auf; es widersprach Charles Lyells gesicherten Ansichten, die er in Band 2 seiner Principles of Geology zum Ausdruck brachte, dass die menschlichen Rassen „nur eine geringfügige Abweichung von einem gemeinsamen Standard zeigten“ und dass die Akzeptanz der Transmutation bedeutete, den „Glauben des Menschen an die hohe Genealogie seiner Spezies“ aufzugeben.
Etwa zu dieser Zeit schrieb Darwin Reflection on reading my Geological notes, den ersten einer Reihe von Aufsätzen, die in seinen Notizen enthalten sind. Er spekulierte über mögliche Ursachen für die wiederholte Anhebung des Landes und über eine Geschichte des Lebens in Patagonien als eine Abfolge von benannten Arten.
Sie kehrten am 16. März auf die Falklandinseln zurück, kurz nach einem Zwischenfall, bei dem Gauchos und Indianer ranghohe Mitglieder von Vernets Siedlung abgeschlachtet hatten, und halfen, den Aufstand niederzuschlagen. Darwin bemerkte die immense Anzahl von Organismen, die von den Kelpwäldern abhängig sind. Er erhielt von Henslow die Nachricht, dass seine erste Sendung von Exemplaren Cambridge erreicht hatte. Die südamerikanischen Fossilien wurden von dem Experten William Clift geschätzt, da sie bisher unbekannte Arten und Merkmale des Megatheriums zeigten, und von William Buckland und Clift vor der Crème de la Crème der britischen Wissenschaft ausgestellt, was Darwins Ruf begründete.
Die Beagle segelte nun nach Südpatagonien, und am 19. April brach eine Expedition mit FitzRoy und Darwin auf, um Boote so weit wie möglich den Río Santa Cruz hinaufzuschleppen, wobei sich alle Beteiligten in Teams abwechselten, die die Boote stromaufwärts zogen. Der Fluss durchschnitt eine Reihe von Erhebungen und dann Plateaus, die weite, mit Muscheln und Kieseln bedeckte Ebenen bildeten, und Darwin diskutierte mit FitzRoy seine Interpretation, dass diese Terrassen Ufer waren, die sich nach Lyells Theorien allmählich erhoben hatten. In der Ferne sah man mehrere der kleineren Nandus, die aber zu schwer zu fangen waren. Die Expedition näherte sich den Anden, musste aber umkehren.
Darwin fasste seine Spekulationen in seinem Aufsatz über die Hebung Patagoniens zusammen. Obwohl er vorläufig war, stellte er Lyells Ideen in Frage. Darwin stützte sich auf Messungen der Beagle-Offiziere sowie auf seine eigenen Messungen, um vorzuschlagen, dass die Ebenen in aufeinanderfolgenden Etappen durch Kräfte angehoben worden waren, die über ein großes Gebiet wirkten, und nicht durch kleinräumige Aktionen in einer kontinuierlichen Bewegung. Er unterstützte Lyell jedoch darin, Beweise zu finden, die eine plötzliche Überschwemmung ausschließen, wenn normale Prozesse plötzlich beschleunigt wurden. Muscheln, die er weit im Landesinneren gefunden hatte und die immer noch ihre Farbe zeigten, deuteten für ihn darauf hin, dass der Prozess relativ jung gewesen war und die menschliche Geschichte beeinflusst haben könnte.

#### Westküste von Südamerika

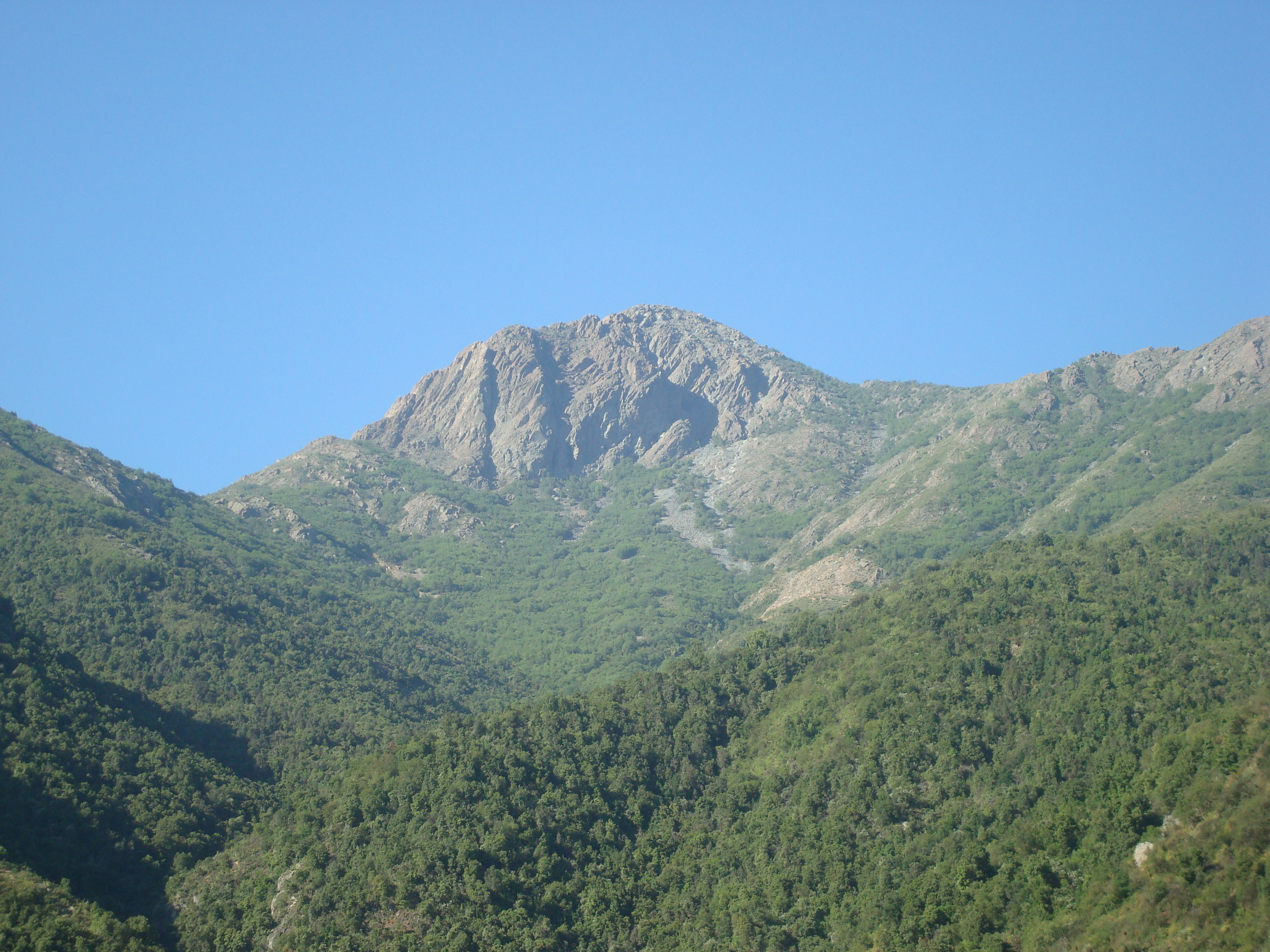
Cerro La Campana („Der Glockenberg“), den Darwin am 17. August 1834 bestieg.

Die Beagle und die Adventure untersuchten nun die Magellanstraße, bevor sie an der Westküste nach Norden segelten und am 28. Juni 1834 die Insel Chiloé im feuchten und stark bewaldeten Chiloé-Archipel erreichten. Die nächsten sechs Monate verbrachten sie damit, die Küste und die Inseln in Richtung Süden zu vermessen. Auf Chiloé fand Darwin Fragmente von schwarzen Lignit und versteinertem Holz, von denen mindestens zwei 2011 vom British Geological Survey, weggeschlossen in ihrer Sammlung mit der Bezeichnung „unregistrierte fossile Pflanzen“, entdeckt wurden. Ein etwa zehn Jahre später mit Joseph Dalton Hooker getauschtem Exemplar war mit „Chiloe, C. Darwin Esq“ signiert.
Am 23. Juli kamen sie in Valparaiso an. Nach mehreren Wanderungen in der Gegend besorgte sich Darwin Pferde und brach am 14. August mit einem Begleiter in die vulkanischen Anden auf. Drei Tage später verbrachten sie einen angenehmen Tag auf dem Gipfel des „Campana oder Glocken“-Berges, Cerro La Campana. Darwin besuchte eine Kupfermine und verbrachte fünf Tage in den Bergen, bevor er nach Santiago, Chile, weiterreiste. Auf dem Rückweg erkrankte er am 20. September und musste einen Monat im Bett verbringen. Es ist möglich, dass er sich hier mit der Chagas-Krankheit angesteckt hat, die zu seinen gesundheitlichen Problemen nach seiner Rückkehr nach England führte, aber diese Diagnose seiner Symptome ist umstritten. Er erfuhr, dass die Admiralität FitzRoy wegen des Kaufs der Adventure gerügt hatte. FitzRoy hatte es schlecht aufgenommen, verkaufte das Schiff und kündigte an, seine Vermessung noch einmal zu überprüfen. Dann hatte er sein Kommando niedergelegt, weil er an seiner Zurechnungsfähigkeit zweifelte, wurde aber von seinen Offizieren überredet, seinen Rücktritt zurückzuziehen und weiterzufahren. Der Künstler Conrad Martens verließ das Schiff und nahm die Passage nach Australien.
Nachdem sie auf Darwin gewartet hatte, segelte die Beagle am 11. November los, um den Chonos-Archipel zu vermessen. Von hier aus sahen sie den Ausbruch des Vulkans Osorno in den Anden. Sie segelten nach Norden, und Darwin wunderte sich über die gefundenen Fossilien. Die riesigen Mastodonten und Megatherien waren ausgestorben, aber er hatte keine geologischen Anzeichen für ein „diluviales Debakel“ oder für die veränderten Umstände gefunden, die nach Lyells Ansicht dazu führten, dass die Arten nicht mehr an die Position angepasst waren, für die sie geschaffen worden waren. Er stimmte mit Lyells Idee der „allmählichen Geburt und des Todes von Arten“ überein, aber im Gegensatz zu Lyell war Darwin bereit, Giovanni Battista Brocchis Idee zu glauben, dass ausgestorbene Arten irgendwie gealtert und ausgestorben waren.

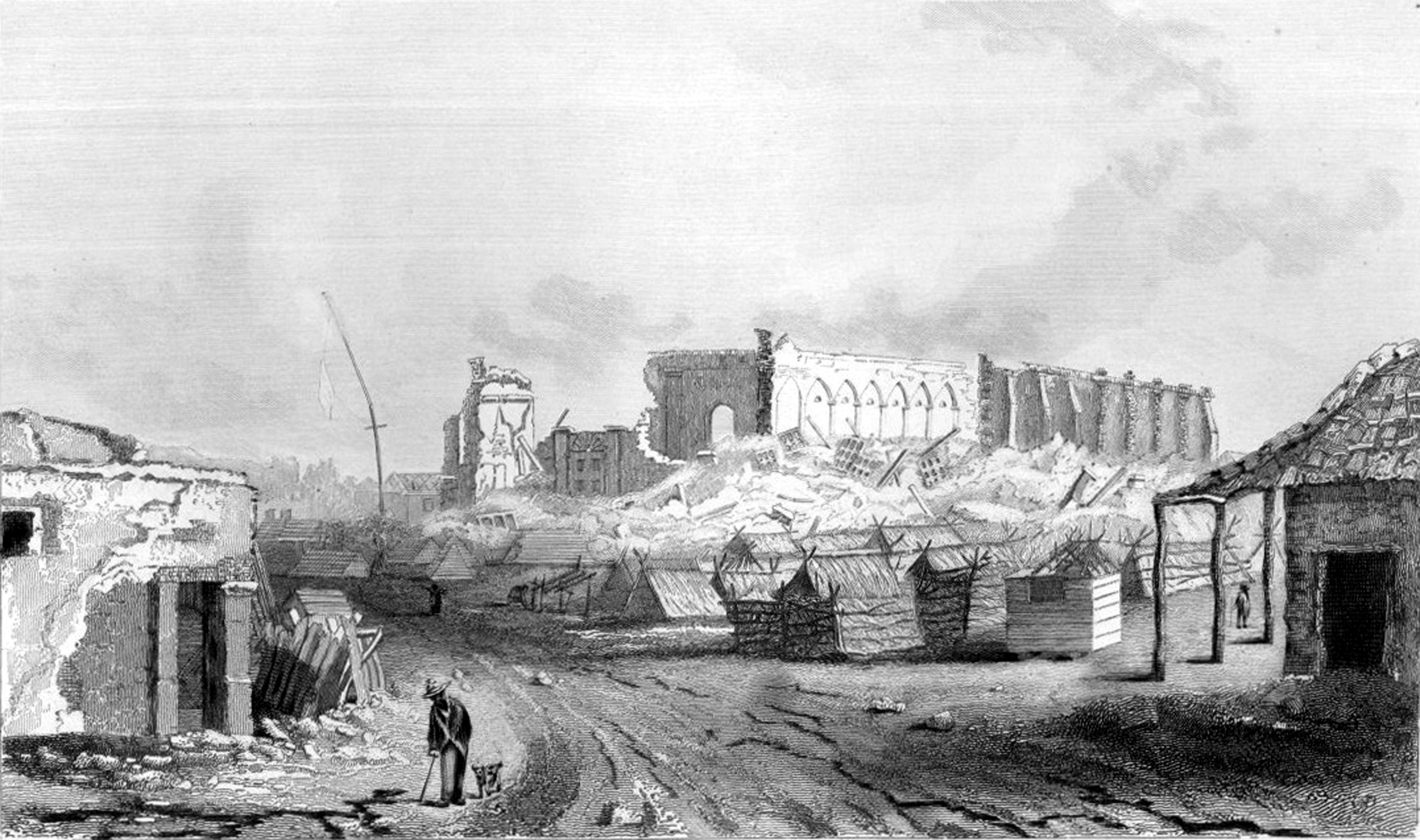
Concepción nach dem Erdbeben, wie von Leutnant John Clements Wickham von der Beagle gezeichnet.

Sie erreichten den Hafen von Valdivia am 8. Februar 1835. Zwölf Tage später war Darwin an Land, als er ein schweres Erdbeben erlebte und zurückkehrte, um die Hafenstadt schwer beschädigt vorzufinden. Sie segelten zweihundert Meilen (320 km) nach Norden nach Concepción und kamen am 4. März an, um festzustellen, dass das gleiche Erdbeben die Stadt durch wiederholte Erschütterungen und einen Tsunami verwüstet hatte, wobei sogar die Kathedrale in Trümmern lag. Darwin notierte die Schrecken des Todes und der Zerstörung, und FitzRoy stellte sorgfältig fest, dass die Muschelbänke nun über der Flut lagen, was ein deutlicher Beweis dafür war, dass sich der Boden um etwa 2,7 m (9 Fuß) angehoben hatte, was er einen Monat später bestätigte. Sie hatten tatsächlich den allmählichen Prozess der Entstehung des Kontinents aus dem Ozean erlebt, wie Lyell es angedeutet hatte.
Zurück in Valparaiso, brach Darwin zu einer weiteren Wanderung die Anden hinauf auf und erreichte am 21. März die Kontinentalscheide auf 4.000 m (13.000 Fuß) Höhe: Auch hier fand er fossile Muscheln in den Felsen. Er empfand die herrliche Aussicht „als ob man einem Gewitter zuschauen oder im vollen Orchester einen Chor des Messias hören würde.“ Nachdem sie nach Mendoza weitergefahren waren, kehrten sie über einen anderen Pass zurück, als sie einen versteinerten Wald aus versteinerten Bäumen fanden, die in einem Sandsteinhang kristallisiert waren, was ihm zeigte, dass sie sich an einem Pazifikstrand befunden hatten, als das Land sank und sie unter dem Sand begrub, der zu Felsen komprimiert worden war und sich dann allmählich mit dem Kontinent angehoben hatte, um in den Bergen auf 2.100 m (7.000 Fuß) Höhe zu stehen. Nach seiner Rückkehr nach Valparaiso mit einer halben Maultierladung an Proben schrieb er an seinen Vater, dass seine Erkenntnisse, wenn sie akzeptiert würden, entscheidend für die Theorie der Weltentstehung sein würden. Nach einer weiteren zermürbenden Expedition in den Anden, während die Beagle umgerüstet wurde, stieß er wieder zu ihr und segelte nach Lima, fand aber einen bewaffneten Aufstand vor und musste beim Schiff bleiben. Hier schrieb er gerade seine Notizen auf, als er erkannte, dass Lyells Idee, Korallenatolle befänden sich an den Rändern von aufsteigenden erloschenen Vulkanen, weniger Sinn machte als dass die Vulkane allmählich sanken, so dass sich die Korallenriffe um die Insel herum immer näher an den Meeresspiegel heranbildeten und zu einem Atoll wurden, während der Vulkan darunter verschwand. Dies war eine Theorie, die er untersuchen würde, wenn sie solche Inseln erreichten.

### Galápagosinseln
Eine Woche von Lima entfernt, erreichte die Beagle am 15. September 1835 die Galápagos-Inseln. Am nächsten Tag warf Kapitän FitzRoy den Anker in der Nähe der heutigen Stadt Puerto Baquerizo Moreno auf Chatham Island. An dem Ort, der heute als Frigatebird Hill/Cerro Tijeretas bekannt ist, verbrachte Darwin seine erste Stunde an Land auf den Galápagos-Inseln.
Darwin freute sich darauf, neu gebildete Vulkaninseln zu sehen und nutzte jede Gelegenheit, an Land zu gehen, während die Beagle methodisch umherfuhr, um die Küste zu kartieren. Er fand gebrochene schwarze felsige vulkanische Lava, die unter der heißen Sonne brannte, und machte detaillierte geologische Notizen von Merkmalen, darunter vulkanische Kegel wie Schornsteine, die ihn an die Eisengießereien des industriellen Staffordshire erinnerten. Er war enttäuscht, dass er keine aktiven Vulkane sah oder Schichten fand, die eine Hebung zeigten, wie er gehofft hatte, obwohl einer der Offiziere zerbrochene Austernschalen hoch über dem Meer auf einer der Inseln fand. Die reichlich vorhandenen Galápagos-Riesenschildkröten erschienen ihm fast vorsintflutlich, und die großen schwarzen Meeresleguane schienen „höchst ekelhafte, plumpe Echsen“ zu sein, die gut zu ihrem Lebensraum passten – er notierte, dass jemand sie „Kobolde der Dunkelheit“ genannt hatte. Darwin hatte von Henslow gelernt, die geografische Verbreitung von Arten zu studieren, insbesondere von miteinander verbundenen Arten auf ozeanischen Inseln und auf nahe gelegenen Kontinenten, und so bemühte er sich, blühende Pflanzen zu sammeln. Er fand weitverbreitetes, „erbärmlich aussehendes“ dünnes Gestrüpp mit nur zehn Arten und sehr wenigen Insekten. Die Vögel waren bemerkenswert menschenscheu, und in seiner ersten Feldnotiz hielt er fest, dass eine Spottdrossel denen ähnlich war, die er auf dem Kontinent gesehen hatte.

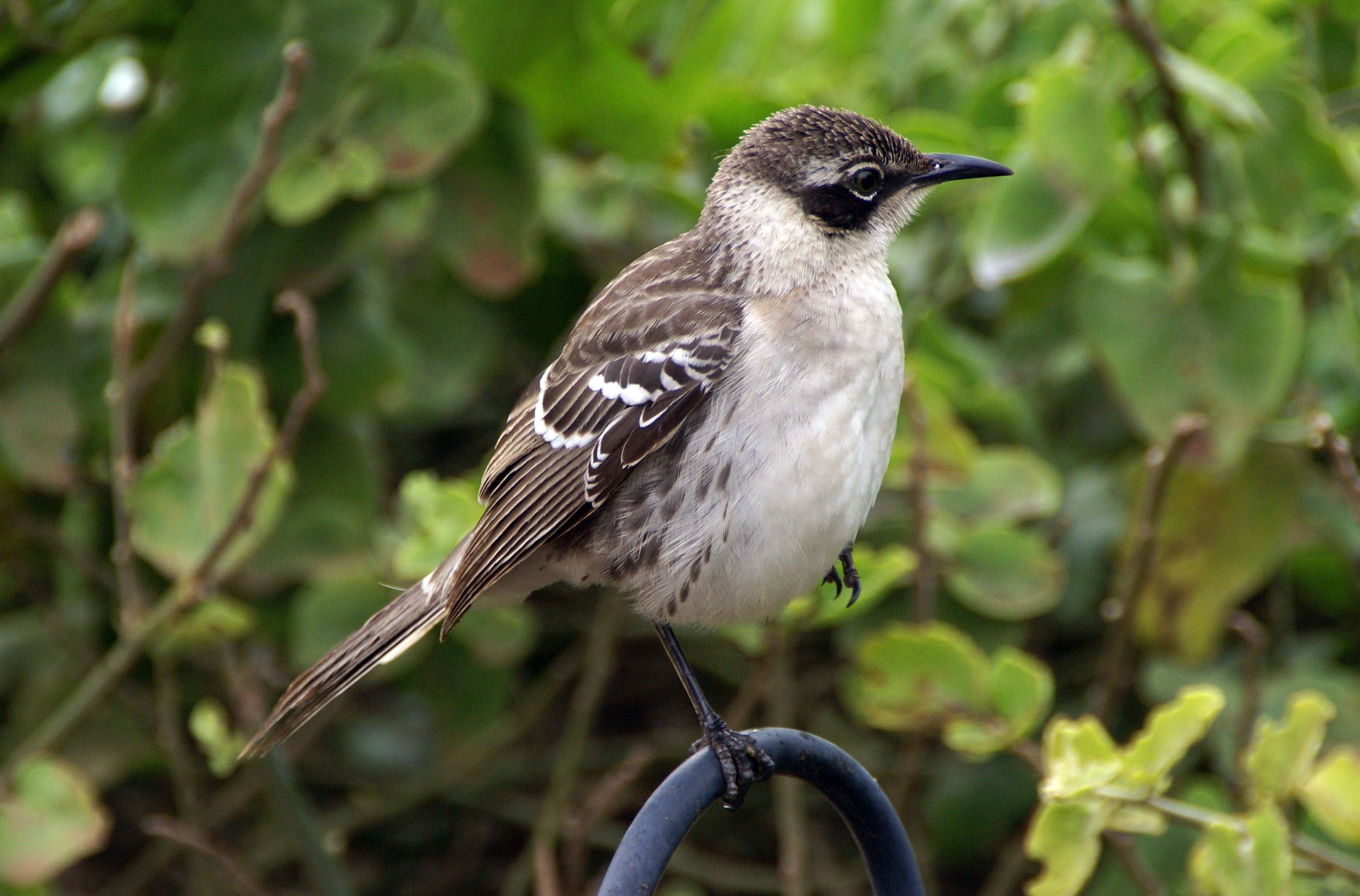
Die verschiedenen Galápagos-Spottdrosseln, die Darwin fing, ähnelten der Chilespottdrossel Mimus thenca, unterschieden sich aber von Insel zu Insel.

Die Beagle segelte weiter zur Charles Island. Zufällig wurden sie von dem Engländer Nicholas Lawson, amtierender Gouverneur von Galápagos für die Republik von Ecuador, begrüßt, der sie bis zur Strafkolonie begleitete. Es wurde gesagt, dass sich die Schildkröten von Insel zu Insel in der Form der Panzer unterschieden, und Darwin notierte Lawsons Aussage, dass er beim Anblick einer Schildkröte „mit Sicherheit sagen könne, von welcher Insel sie gebracht wurde“. Obwohl Darwin sich später daran erinnerte, schenkte er dem damals keine große Aufmerksamkeit. Er fand jedoch eine Spottdrossel und „beobachtete glücklicherweise zufällig“, dass sie sich von dem Exemplar auf Chatham Island unterschied, so dass er von da an sorgfältig notierte, wo Spottdrosseln gefangen worden waren. Er sammelte fleißig alle Tiere, Pflanzen, Insekten & Reptilien und spekulierte darüber, „aus künftigen Vergleichen herauszufinden, welchem Bezirk oder 'Zentrum der Schöpfung' die organisierten Wesen dieses Archipels zuzuordnen sein müssen.“ In diesem Stadium spiegelten seine Gedanken Lyells Ablehnung der Transmutation der Arten wider.
Sie fuhren weiter zur Albemarle-Island, wo Darwin eine kleine Rauchfahne von einem kürzlich aktiven Vulkan sah. Am 1. Oktober landete er in der Nähe von Tagus Cove und erkundete den Beagle-Krater. Dort sah er seine ersten Galapagos-Landleguane. Die Wassergruben waren enttäuschend unzureichend zum Trinken, zogen aber Schwärme von kleinen Vögeln an und Darwin machte sich seine einzige Notiz über die Finken, die er nicht nach Inseln beschriftete. Er hat eine dritte Art von Spottdrossel gefangen.
Nachdem er die nördlichen Inseln Abingdon, Tower und Bindloe passiert hatte, wurde Darwin zusammen mit dem Chirurgen Benjamin Bynoe und ihren Dienern für neun Tage auf James Island an Land gesetzt, wo sie eifrig alle möglichen Arten von Exemplaren sammelten, während die Beagle zurück zur Chatham-Insel fuhr, um Süßwasser zu holen.
Nach weiteren Vermessungen stach die Beagle am 20. Oktober 1835 in Richtung Tahiti in See. Darwin schrieb seine Notizen auf und stellte zu seinem Erstaunen fest, dass sich alle auf den Charles-, Albemarle-, James- und Chatham-Inseln gefangenen Spottdrosseln von Insel zu Insel unterschieden. Er schrieb: "This birds which is so closely allied to the Thenca of Chili (Callandra of B. Ayres) is singular from existing as varieties or distinct species in the different Isds.— I have four specimens from as many Isds.— These will be found to be 2 or 3 varieties.— Each variety is constant in its own Island…. (dt.: „Diese Vögel, die so eng mit der Chilespottdrossel (Callandra of B. Ayres) verwandt sind, sind einzigartig, da sie als Varietäten oder verschiedene Arten auf den verschiedenen Inseln existieren - ich habe vier Exemplare von ebenso vielen Inseln - diese werden als 2 oder 3 Varietäten gefunden werden - jede Varietät ist konstant auf ihrer eigenen Insel ….“)".

### Über Tahiti nach Australien
Sie segelten weiter, aßen Galapagos-Schildkröten und passierten am 9. November das Atoll der Honden Island. Sie passierten den Archipel der Low Islands, wobei Darwin bemerkte, dass diese "a very uninteresting appearance; a long brilliantly white beach is capped by a low bright line of green vegetation. (dt.: „ein sehr uninteressantes Aussehen haben; ein langer, strahlend weißer Strand wird von einer niedrigen, hellen Linie grüner Vegetation gekrönt.“)" Bei der Ankunft auf Tahiti am 15. November fand er bald Interesse an der üppigen Vegetation und den angenehmen, intelligenten Eingeborenen, die die Vorzüge des Christentums aufzeigten und damit Behauptungen widerlegten, die er über tyrannische Missionare gelesen hatte, die die einheimischen Kulturen umstürzen.
Am 19. Dezember erreichten sie Neuseeland, wo Darwin die tätowierten Māori für Wilde mit dem Charakter einer viel niedrigeren Ordnung als die Tahitianer hielt und feststellte, dass sie und ihre Häuser "filthily dirty and offensive (dt.: „schmutzig und widerwärtig“)" waren. Er sah in den Missionaren eine Verbesserung des Charakters sowie neue landwirtschaftliche Praktiken mit einer vorbildlichen „englischen Farm“, die Eingeborene beschäftigte. Richard Matthews wurde hier mit seinem älteren Bruder Joseph Matthews zurückgelassen, der Missionar in Kaitaia war. Darwin und FitzRoy waren sich einig, dass die Missionare in Traktaten, insbesondere in einem von dem Künstler Augustus Earle verfassten Traktat, das er auf dem Schiff zurückgelassen hatte, ungerechtfertigt falsch dargestellt wurden. Darwin bemerkte auch viele englische Bewohner von höchst unwürdigem Charakter, darunter entlaufene Sträflinge aus New South Wales. Am 30. Dezember war er froh, Neuseeland zu verlassen.
Der erste Anblick Australiens am 12. Januar 1836 erinnerte ihn an Patagonien, aber im Landesinneren wurde das Land besser und er war bald voller Bewunderung über die geschäftige Stadt Sydney. Auf einer Reise ins Landesinnere stieß er auf eine Gruppe von Aborigines, die „gut gelaunt & angenehm aussahen & sie schienen weit entfernt von solchen völlig degradierten Wesen, wie sie gewöhnlich dargestellt werden“. Sie gaben ihm für einen Schilling eine Vorführung im Speerwerfen, und er dachte traurig darüber nach, wie schnell ihre Zahl abnahm. Auf einer großen Schaffarm schloss er sich einer Jagdgesellschaft an und fing sein erstes Beuteltier, ein „Potoroo“ (Ratten-Känguru). Als er über die seltsamen Tiere des Landes sinnierte, dachte er, dass ein Ungläubiger „ausrufen könnte: 'Sicherlich müssen zwei verschiedene Schöpfer am Werk gewesen sein; ihr Zweck war jedoch derselbe und sicherlich ist das Ende in jedem Fall vollständig'“, doch ein Ameisenlöwe, den er beobachtete, war seinem europäischen Gegenstück sehr ähnlich. An diesem Abend sah er das noch seltsamere Schnabeltier und bemerkte, dass sein Schnabel weich war, im Gegensatz zu den konservierten Exemplaren, die er gesehen hatte. Die Geschichten der Aborigines, dass sie Eier legten, wurden von wenigen Europäern geglaubt.
Die Beagle besuchte Hobart, Tasmanien, wo Darwin von der angenehmen hohen Gesellschaft der Siedler beeindruckt war, aber bemerkte, dass die „Aborigine-Schwarze alle entfernt & (in Wirklichkeit als Gefangene) in einem Landvorsprung gehalten werden, dessen Flaschenhals bewacht wird. Ich glaube, es war nicht möglich, diesen grausamen Schritt zu vermeiden; obwohl ohne Zweifel das Fehlverhalten der Weißen zuerst zu der Notwendigkeit führte.“ Sie segelten dann zum King George Sound im Südwesten Australiens, einer trostlosen Siedlung, die damals durch die Swan River Colony ersetzt wurde. Darwin war beeindruckt von der „guten Gesinnung der schwarzen Eingeborenen… Obwohl sie wahre Wilde sind, ist es unmöglich, nicht die Neigung zu verspüren, solche ruhigen, gutmütigen Männer zu mögen.“ Er besorgte gekochten Reis für eine „Corroboree“-Tanzparty der Eingeborenen, die von den Männern zweier Stämme zum großen Vergnügen der Frauen und Kinder aufgeführt wurde, eine „höchst ungehobelte, barbarische Szene“, bei der alle in bester Laune erschienen, „alle bewegten sich in grässlicher Harmonie“ und „ganz in ihrem Element“. Die Abfahrt der Beagle wurde durch einen Sturm verzögert, als sie auf Grund lief. Sie wurde wieder flott gemacht und machte sich auf den Weg.

### Von Keeling Island heimwärts
FitzRoys Anweisungen von der Admiralität verlangten eine detaillierte geologische Untersuchung eines kreisförmigen Korallenatolls, um zu erforschen, wie sich Korallenriffe bildeten, insbesondere, ob sie aus dem Meeresboden oder den Gipfeln erloschener Vulkane aufstiegen, sowie die Auswirkungen der Gezeiten, die mit speziell konstruierten Pegeln gemessen wurden. Er wählte die Keeling-Islands im Indischen Ozean, und bei der Ankunft am 1. April machte sich die gesamte Mannschaft an die Arbeit. Darwin fand eine Kokosnusswirtschaft vor, die sowohl der kleinen Siedlung als auch der Tierwelt diente. Es gab eine begrenzte Auswahl an einheimischen Pflanzen und keine Landvögel, aber überall Einsiedlerkrebse. In den Lagunen wimmelte es von einer reichen Vielfalt an wirbellosen Tieren und Fischen, und er untersuchte die Struktur des Atolls im Hinblick auf die Theorie, die er in Lima entwickelt hatte, wonach umlaufende Riffe zu Atollen werden, wenn eine Insel sinkt. Diese Idee wurde durch die zahlreichen Lotungen unterstützt, die FitzRoy gemacht hatte und die einen steilen Abhang außerhalb des Riffs zeigten, ohne lebende Korallen unterhalb von 20–30 Faden (40–60 m).
Als Darwin am 29. April 1836 auf Mauritius ankam, war er beeindruckt vom zivilisierten Wohlstand der französischen Kolonie, die unter britische Herrschaft geraten war. Er bereiste die Insel und untersuchte ihre vulkanischen Berge und die angrenzenden Korallenriffe. Der Generalvermesser Captain Lloyd nahm ihn auf dem einzigen Elefanten der Insel mit, um eine hochgelegene Korallenebene zu sehen. Zu dieser Zeit schrieb FitzRoy den offiziellen Bericht über die Beagle-Reisen, und nachdem er Darwins Tagebuch gelesen hatte, schlug er vor, es in den Bericht zu integrieren, ein Vorschlag, den Darwin mit seiner Familie diskutierte.
Am 31. Mai erreichte die Beagle das Kap der Guten Hoffnung. In Kapstadt erhielt Darwin einen Brief vom 29. Dezember von seiner Schwester Caroline, die ihm mitteilte, dass sich sein Ruhm verbreitete. Am 18. November 1835 hatte Sedgwick vor der Geological Society of London Auszüge aus Darwins geologischen Aufzeichnungen vorgelesen, worüber am 21. November in The Athenæum berichtet wurde. Am 25. Dezember erhielt ihr Vater einen Brief von Henslow, in dem stand, dass Darwin einer der bedeutendsten Naturforscher seiner Zeit werden würde, und er legte einige Exemplare eines Buches mit Auszügen aus Darwins Briefen über südamerikanische Geologie bei, das für den privaten Vertrieb gedruckt worden war. Ihr Vater „rührte sich nicht von seinem Platz, bis er jedes Wort Ihres Buches gelesen hatte & er war sehr erfreut - er mochte so sehr die einfache, klare Art, wie Sie Ihre Informationen gaben“. Darwin war entsetzt, dass seine unvorsichtigen Worte gedruckt wurden, aber No hay remedio (es lässt sich nicht ändern). Er erforschte die Geologie der Gegend und kam zu Schlussfolgerungen über die Schieferbildung und die Injektion von Granitflözen als Flüssigkeit, die von den Ideen von Lyell und Sedgwick abwichen. Der Zoologe Andrew Smith zeigte ihm Formationen und diskutierte später über die großen Tiere, die auf spärlicher Vegetation lebten, und zeigte, dass ein Mangel an üppiger Vegetation nicht das Aussterben der riesigen Kreaturen in Südamerika erklärte.
Um den 15. Juni herum besuchten Darwin und FitzRoy den bekannten Astronomen Sir John Herschel. In seinem Tagebuch nannte Darwin dies "the most memorable event which, for a long period, I have had the good fortune to enjoy. (dt.: „das denkwürdigste Ereignis, das ich seit langem genießen durfte.“)" Sein Eifer für die Wissenschaft war in Cambridge durch die Lektüre von Herschels Buch über Wissenschaftsphilosophie geweckt worden, das seine Theoriebildung während der Reise geleitet hatte. Ihre Diskussion ist nicht aufgezeichnet, aber ein paar Monate zuvor, am 20. Februar 1836, hatte Herschel an Lyell geschrieben und seine Principles of Geology als ein Werk gelobt, das „eine vollständige Revolution in [seinem] Gegenstand bringen würde, indem es den Gesichtspunkt, unter dem er von nun an betrachtet werden muss, völlig verändern würde“ und einen Weg für kühne Spekulationen über „das Geheimnis der Geheimnisse, die Ersetzung ausgestorbener Arten durch andere“ eröffnete. Herschel selbst hielt das katastrophale Aussterben und die Erneuerung „für eine unzureichende Vorstellung vom Schöpfer“, und in Analogie zu anderen Zwischenursachen „würde sich die Entstehung neuer Arten, sollte sie jemals in unseren Blick geraten, als ein natürlicher im Gegensatz zu einem wundersamen Vorgang erweisen“.
In Kapstadt wurden die Missionare beschuldigt, Rassenspannungen zu verursachen und Profit zu machen. Nachdem die Beagle am 18. Juni in See gestochen war, schrieb FitzRoy einen offenen Brief an den evangelikalen South African Christian Recorder über den moralischen Zustand von Tahiti (Moral State of Tahiti), der Auszüge aus seinen und Darwins Tagebüchern enthielt, um den Ruf der Missionare zu verteidigen. Dieser wurde einem vorbeifahrenden Schiff übergeben, das ihn nach Kapstadt brachte, wo er zu FitzRoys (und Darwins) erstem veröffentlichten Werk wurde.
Am 8. Juli hielten sie für sechs Tage auf St. Helena. Darwin nahm eine Unterkunft in der Nähe von Napoleons Grab, und als er an Henslow schrieb und darum bat, für die Geological Society of London vorgeschlagen zu werden, erwähnte er seinen Verdacht, "that differently from most Volcanic Islds. its structure is rather complicated. It seems strange, that this little centre of a distinct creation should, as is asserted, bear marks of recent elevation. (dt.: „dass anders als bei den meisten Vulkaninseln ihre Struktur ziemlich kompliziert ist. Es scheint seltsam, dass dieses kleine Zentrum einer ausgeprägten Schöpfung, wie behauptet wird, Zeichen einer rezenten Erhebung tragen sollte.“)" Mit einem Führer wanderte er über die Insel und bemerkte ihre komplexen schrägen Schichten, die Verwerfungslinien zeigten, durchsetzt mit vulkanischen Dykes. Er untersuchte Schichten hoch oben auf dem Hügel, die man für Muscheln gehalten hatte, die zeigten, dass St. Helena in jüngster Zeit aus dem Meer aufgestiegen war, aber Darwin identifizierte sie als ausgestorbene Arten von Landmuscheln. Er stellte fest, dass die Wälder von Ziegen und Schweinen zerstört worden waren, die seit ihrer Einführung im Jahr 1502 wild herumliefen und dass die einheimische Vegetation nur noch auf hohen, steilen Bergrücken vorherrschte, nachdem sie durch importierte Arten ersetzt worden war.
Zu diesem Zeitpunkt hatte Darwin ein akutes Interesse an der Insel-Biogeographie, und seine Beschreibung von St. Helena als „ein kleines Zentrum der Schöpfung“ in seinem geologischen Tagebuch spiegelt Charles Lyells Spekulation in Band 2 der Principles of Geology wider, dass die Insel als „Brennpunkt der schöpferischen Kraft“ fungiert hätte. Er erinnerte sich später daran, dass er an die Beständigkeit der Arten glaubte, aber „soweit ich mich erinnern kann, huschten gelegentlich vage Zweifel durch meinen Geist“. Als er zwischen Mitte Juni und August, seine Ornithologischen Notizen ordnete, erweiterte Darwin seine anfänglichen Notizen über die Galapagos-Spottdrossel Mimus thenca:

"These birds are closely allied in appearance to the Thenca of Chile or Callandra of la Plata. … In each Isld. each kind is exclusively found: habits of all are indistinguishable. When I recollect, the fact that the form of the body, shape of scales & general size, the Spaniards can at once pronounce, from which Island any Tortoise may have been brought. When I see these Islands in sight of each other, & [but del.] possessed of but a scanty stock of animals, tenanted by these birds, but slightly differing in structure & filling the same place in Nature, I must suspect they are only varieties.
The only fact of a similar kind of which I am aware, is the constant asserted difference – between the wolf-like Fox of East & West Falkland Islds.
If there is the slightest foundation for these remarks the zoology of Archipelagoes – will be well worth examining; for such facts [would inserted] undermine the stability of Species."
(auf Deutsch: Diese Vögel sind im Aussehen eng verwandt mit der Spottdrossel von Chile oder der Callandra von la Plata. … Auf jeder Insel ist jede Art exklusiv zu finden: die Gewohnheiten aller sind ununterscheidbar. Wenn ich mich daran erinnere, dass die Spanier anhand der Form des Körpers, der Form der Schuppen und der allgemeinen Größe sofort sagen können, von welcher Insel eine Schildkröte stammt. Wenn ich diese Inseln in Sichtweite voneinander sehe, & [aber del.] nur einen spärlichen Bestand an Tieren besitze, die von diesen Vögeln bewohnt werden, sich aber im Aufbau leicht unterscheiden & denselben Platz in der Natur ausfüllen, muss ich vermuten, dass es sich nur um Varietäten handelt.
Die einzige Tatsache ähnlicher Art, die mir bekannt ist, ist der ständig behauptete Unterschied - zwischen dem wolfsähnlichen Fuchs der Ost- und West-Falkland-Inseln.

Wenn es die geringste Grundlage für diese Bemerkungen gibt, wird die Zoologie der Archipele - eine Untersuchung wert sein; denn solche Tatsachen [würden] die Stabilität der Spezies untergraben.)
Der Ausdruck „würde“ vor „untergraben“ wurde hinzugefügt, nachdem er das geschrieben hatte, was heute als erste Äußerung seiner Zweifel an der Unveränderlichkeit der Arten gilt, was dazu führte, dass er von der Transmutation der Arten und damit der Evolution überzeugt wurde. Im Gegensatz zur Transmutation hatte Lyell vorgeschlagen, dass Varietäten aufgrund von Veränderungen in der Umwelt entstanden, diese Varietäten aber unter ähnlichen Bedingungen lebten, obwohl jede auf ihrer eigenen Insel. Darwin hatte gerade ähnliche Ungereimtheiten mit Festland-Vogelgattungen wie Pteroptochos überprüft. Obwohl sich seine Vermutungen über den Falklandfuchs nicht bestätigten, erinnerte er sich an die Unterschiede bei den Galápagos-Schildkröten zwischen den Inseln, und er schrieb später, dass er etwa ab März 1836 vom Charakter der südamerikanischen Fossilien und Arten auf dem Galápagos-Archipel sehr beeindruckt gewesen sei und notierte: „Diese Tatsachen sind der Ursprung (vor allem letzterer) aller meiner Ansichten“.
Die Beagle erreichte die Insel Ascension am 19. Juli 1836, und Darwin war hocherfreut, Briefe von seinen Schwestern zu erhalten mit der Nachricht, dass Sedgwick geschrieben hatte: „Er macht sich bewundernswert in S. Amerika, & hat bereits eine Sammlung nach Hause geschickt, die über alles Lob erhaben ist - es war das Beste in der Welt für ihn, dass er auf die Entdeckungsreise ging - es bestand ein gewisses Risiko, dass er sich als Müßiggänger entpuppt: aber sein Charakter wird nun gefestigt sein, & wenn Gott sein Leben verschont, wird er einen großen Namen unter den Naturforschern Europas haben.“ Darwin erinnerte sich später, wie er „mit hüpfendem Schritt über die Berge … kletterte und die vulkanischen Felsen unter meinem geologischen Hammer zum Klingen brachte!“ Er stimmte dem Sprichwort zu, das den Bewohnern von St. Helena zugeschrieben wird: „Wir wissen, dass wir auf einem Felsen leben, aber die armen Leute in Ascension leben auf einer Asche“, und er bemerkte die Sorgfalt, mit der „Häuser, Gärten und Felder in der Nähe des Gipfels des zentralen Berges“ erhalten werden. (In den 1840er Jahren arbeitete Darwin mit Hooker zusammen, der 1847 vorschlug, dass die Royal Navy Baumarten importieren sollte, ein Projekt, das 1850 begann und zur Schaffung eines künstlichen Nebelwaldes auf dem heutigen Green Mountain führte.)
Am 23. Juli brachen sie wieder auf und sehnten sich danach, die Heimat zu erreichen, aber FitzRoy wollte die Genauigkeit seiner Längengradmessungen sicherstellen und fuhr deshalb mit dem Schiff über den Atlantik zurück nach Bahia in Brasilien, um Kontrollmessungen vorzunehmen. Darwin war froh, ein letztes Mal die Schönheiten des Dschungels zu sehen, verglich nun aber „die stattlichen Mangobäume mit den Rosskastanien Englands.“ Die Rückreise verzögerte sich um weitere 11 Tage, als das Wetter die Beagle zwang, weiter küstenaufwärts bei Pernambuco Schutz zu suchen, wo Darwin Felsen auf Anzeichen von Erhebungen untersuchte, „Mangroven wie rankendes Gras“ feststellte und wirbellose Meerestiere in verschiedenen Tiefen auf der Sandbank untersuchte. Am 17. August brach die Beagle in Richtung Heimat auf. Nach einer stürmischen Passage mit einem Versorgungsstopp auf den Azoren erreichte die Beagle schließlich am 2. Oktober 1836 England und ankerte in Falmouth, Cornwall. Eine Gedenktafel erinnert nun an diesen Ankunftsort in Falmouth.

## Rückkehr

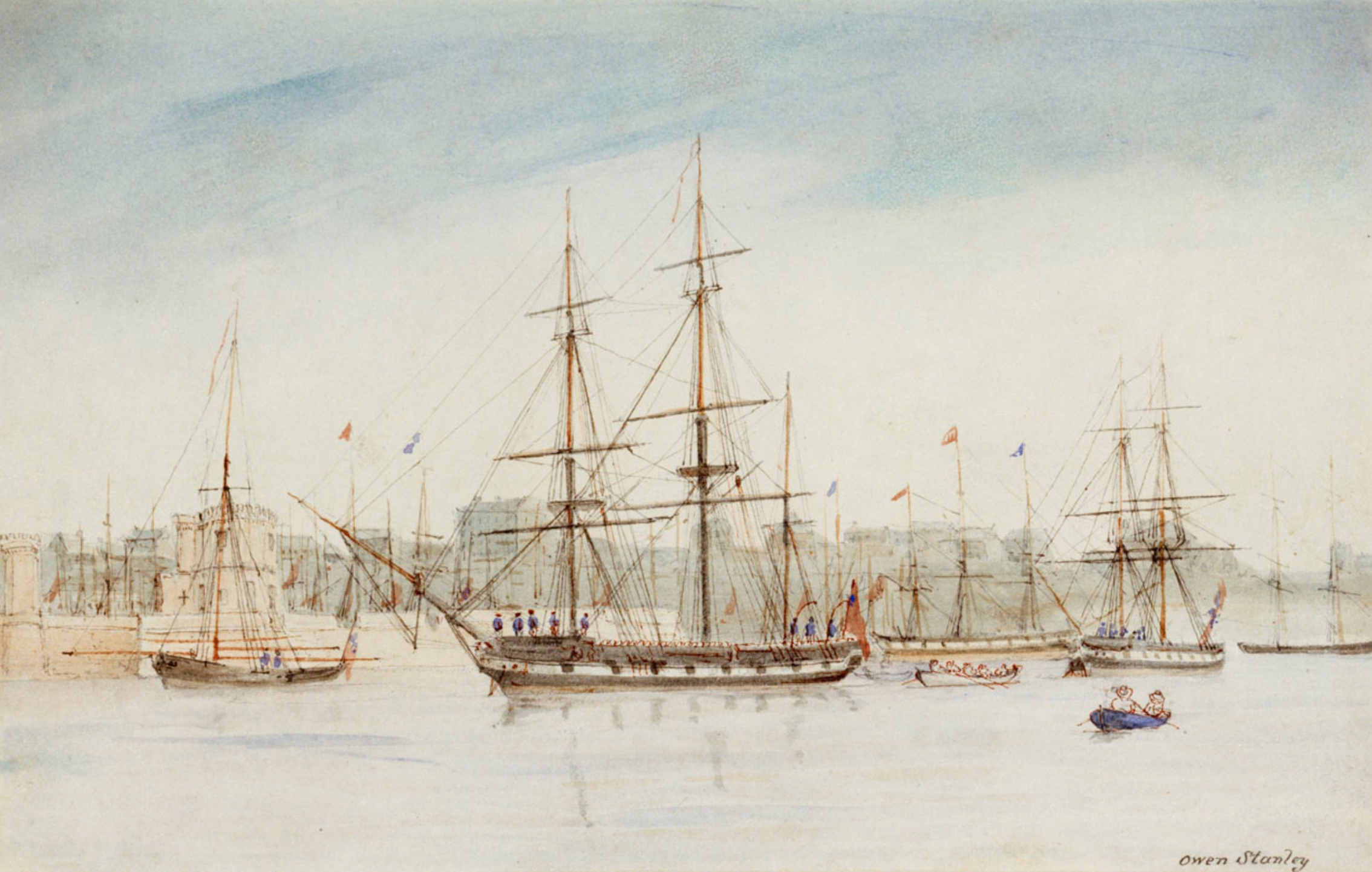
1837 brach die HMS Beagle zu einer Vermessung Australiens auf, hier in einem Aquarell von Owen Stanley aus dem Jahr 1841.

In der stürmischen Nacht des 2. Oktober 1836, unmittelbar nach seiner Ankunft in Falmouth, machte sich Darwin mit der Postkutsche auf den Weg und kam am späten Abend des 4. Oktober 1836 in The Mount House, dem Familiensitz in Shrewsbury, Shropshire an. Darwin ging offenbar direkt ins Bett und begrüßte seine Familie beim Frühstück. Nach zehn Tagen, in denen er seine Familie nachholte, reiste er weiter nach Cambridge und suchte Henslows Rat, um die Beschreibung und Katalogisierung seiner Sammlungen zu organisieren.
Darwins Vater gab ihm ein Startkapital, das es ihm ermöglichte, andere Karrieren beiseite zu schieben. Als wissenschaftliche Berühmtheit mit einem Ruf, der durch seine Fossilien und Henslows Veröffentlichung seiner Briefe über die Geologie Südamerikas begründet wurde, tourte er durch Londons soziale Einrichtungen. Zu diesem Zeitpunkt gehörte er bereits zum „wissenschaftlichen Establishment“, arbeitete mit erfahrenen Naturforschern zusammen, um seine Exemplare zu beschreiben, und arbeitete an Ideen, die er während der Reise entwickelt hatte. Charles Lyell gab ihm begeisterte Unterstützung. Im Dezember 1836 hielt Darwin einen Vortrag vor der Cambridge Philosophical Society. Er schrieb ein Papier, das bewies, dass Chile und der südamerikanische Kontinent sich langsam erhob, was er am 4. Januar 1837 vor der Geological Society of London vortrug.
Darwin dachte daran, sein Tagebuch zusammen mit FitzRoys Bericht zu veröffentlichen, aber seine Verwandten, darunter Emma und Hensleigh Wedgwood, drängten darauf, dass es separat veröffentlicht werden sollte. Am 30. Dezember wurde die Frage geklärt, indem FitzRoy den Rat von William Broderip annahm, dass Darwins Tagebuch den dritten Band der Erzählung bilden sollte. Darwin machte sich an die Arbeit, sein Tagebuch zu reorganisieren und zu kürzen und wissenschaftliches Material aus seinen Notizen einzuarbeiten. Er beendete sein Journal and Remarks (heute allgemein bekannt als The Voyage of the Beagle (Die Reise der Beagle)) im August 1837, aber FitzRoy war langsamer und die drei Bände wurden im August 1839 veröffentlicht.
Syms Covington blieb bei Darwin als sein Diener, dann am 25. Februar 1839 (kurz nach Darwins Heirat) trennte sich Covington in gutem Einvernehmen und wanderte nach Australien aus.

## Fachpublikationen zu Darwins Sammlungen
Im mehrteiligen Werk The Zoology of the Voyage of H.M.S. Beagle (englisch für: Die Zoologie der Reise der H.M.S. Beagle), unter der Aufsicht von Charles Darwin herausgegeben, wurden die zoologischen Ergebnisse seiner Reise mit der HMS Beagle veröffentlicht.

### Fossilien
Richard Owen verfügte über Fachwissen in vergleichender Anatomie, und seine professionellen Urteile zeigten eine Abfolge ähnlicher Arten am selben Ort, was Darwin Einblicke verschaffte, die er später als zentral für seine neuen Ansichten bezeichnen würde. Owen traf Darwin am 29. Oktober 1836 und übernahm schnell die Aufgabe, diese neuen Fossilien zu beschreiben. Zu dieser Zeit waren die einzigen vollständig beschriebenen fossilen Säugetiere aus Südamerika drei Arten von „Mastodon“ und das gigantische Megatherium. Am 9. November schrieb Darwin an seine Schwester: „Einige von ihnen erweisen sich als große Schätze.“ Das fast vollständige Skelett aus Punta Alta war offenbar sehr eng mit Ameisenbären verwandt, aber von der außergewöhnlichen Größe eines kleinen Pferdes. Der nashorngroße Kopf, der für zwei Schillinge in der Nähe der Stadt Mercedes gekauft wurde, war kein Megatherium, sondern „soweit sie es erraten können, muss es sich um ein nagendes Tier gehandelt haben. Stellen Sie sich eine Ratte oder einen Hasen von solcher Größe vor - was für berühmte Katzen müssen sie damals gehabt haben!“

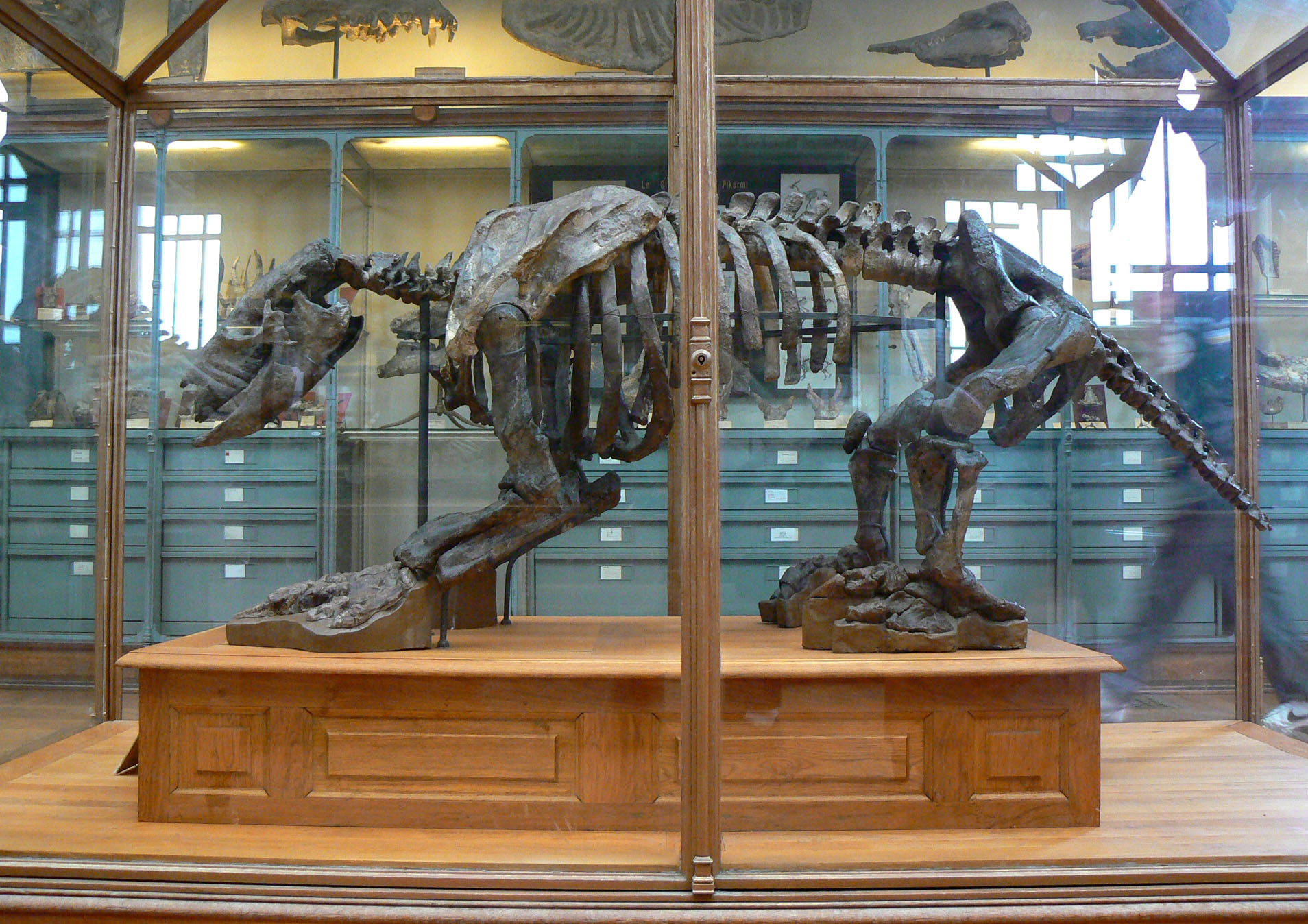
Ein Scelidotherium-Skelett in Paris.

In den folgenden Jahren veröffentlichte Owen Beschreibungen der wichtigsten Fossilien und benannte mehrere als neue Arten. Er beschrieb die Fossilien aus Punta Alta, darunter einen fast perfekten Schädel und drei Fragmente von Schädeln von Megatherium cuvierii, den Unterkiefer einer verwandten Art, die Owen Mylodon darwinii nannte, und einen Unterkiefer, den er zu „Megalonyx jeffersonii“ verwies (der Unterkiefer wird heute zu Mylodon gestellt). Das fast vollständige Skelett wurde von Owen aufgrund der großen Hintergliedmaßen als Scelidotherium bezeichnet. In den nahegelegenen Betten des Monte Hermoso wurden zahlreiche Nagetiere gefunden, darunter Arten, die mit dem brasilianischen Tuco-Tuco und dem Wasserschwein verwandt sind.
Owen erkannte, dass die an mehreren Stellen gefundenen Fossilien mit polygonalen Platten des Knochenpanzers nicht vom Megatherium stammten, wie Cuviers Beschreibung andeutete, sondern von einem riesigen Gürteltier, wie Darwin kurzzeitig angenommen hatte. Bereits im Jahr 1839 hatte Owen Funde aus Cañuelas am Río Matanza-Riachuelo bei Buenos Aires als  Glyptodon clavipes beschrieben. Darwins Fund eines knöchernen Panzers von Punta Alta mit Ausmaßen von ca. 0,91 × 0,61 m (3 × 2 ft), in dessen gefalteten Inneren sich noch Zehenknochen befanden, entsprachen einem kleineren Glyptodonten. Ähnliche Fossilien aus Brasilien hatte Peter Wilhelm Lund im selben Jahr als Hoplophorus identifiziert.
Der riesige Schädel aus der Nähe von Mercedes wurde von Owen auf den Namen Toxodon getauft und er zeigte, dass der „enorme Nagezahn“ aus den Klippen des Río Carcarañá ein Backenzahn dieser Art war. Zu den Funden in der Nähe von Mercedes gehörten auch ein großes Fragment eines Glyptodonten-Panzers und ein Schädelfragment, das Owen zunächst als Glossotherium identifizierte, später aber für zu Mylodon gehörig hielt. Owen fand Fragmente des Kiefers und einen Zahn eines weiteren Toxodon in den Fossilien von Punta Alta.
Unter den Fossilien aus der Nähe von Santa Fe befand sich der Pferdezahn, der Darwin verwirrt hatte, da man zuvor angenommen hatte, dass Pferde erst im 16. Jahrhundert nach Amerika gekommen waren, in der Nähe eines Zahns von Toxodon und eines Zahns von „Mastodon“. Owen bestätigte, dass der Pferdezahn von einer ausgestorbenen südamerikanischen Art stammte, die er im Jahr 1845 Equus curvidens nannte (heute Equus neogeus), und sein Alter wurde durch einen korrodierten Pferdezahn unter den Fossilien von Punta Alta bestätigt. Diese Entdeckung wurde später als Teil der Evolution der Pferde erklärt.
Für die „käseweichen“ Mastodonten-Knochen am Río Paraná, zwei riesige Skelette, und die Mastodonten-Zähne aus Santa Fe und am Río Carcarañá vergab Owen zuerst, 1840, keine Artzuweisung, identifizierte sie aber 1845 als zu „Mastodon andium“ gehörig (dies entspricht heute Cuvieronius hyodon, das aber in der südamerikanischen Tieflandregion nicht vorkam, wahrscheinlich handelt es sich um Reste von Notiomastodon). Die Stücke der Wirbelsäule und eines Hinterbeins aus Port S. Julian, von denen Darwin glaubte, sie stammten von „irgendeinem großen Tier, ich glaube von einem Mastodon“, bereiteten Owen Schwierigkeiten, denn die Kreatur, die er Macrauchenia nannte, schien ein „gigantischer und höchst außergewöhnlicher Dickhäuter“ zu sein, verwandt mit dem Palaeotherium, aber mit Affinitäten zum Lama und zum Kamel. Zu den Fossilien in Punta Alta gehörte ein Dickhäuterzahn, von dem man annahm, dass er wahrscheinlich von Macrauchenia stammt.

## Verfilmung
Die zweite Reise der HMS Beagle ist Gegenstand der siebenteiligen britischen Fernsehserie Die Reise von Charles Darwin aus dem Jahr 1978. Die Hauptrollen spielen Malcolm Stoddard als Darwin und Andrew Burt als FitzRoy.